# Muzeum Narodowe w Lublinie
Muzeum Narodowe w Lublinie (MNwL), do 2020 Muzeum Lubelskie w Lublinie – muzeum w Lublinie. Należy do najstarszych i największych muzeów we wschodniej Polsce. Ma cztery oddziały w Lublinie i cztery oddziały zamiejscowe.

## Historia muzeum
Początki ruchu muzealnego w Lublinie sięgają początku XX w. i są związane z działalnością Hieronima Łopacińskiego, który jako jeden z pierwszych dostrzegł konieczność ochrony „starożytności”. To dzięki niemu w 1901 r. zorganizowane zostały dwie wystawy muzealne poświęcone przedmiotom sztuki i starożytności oraz dział etnograficzny wystawy rolniczo-przemysłowej. Po wystawach zbiory przejęło Lubelskie Towarzystwo Rolnicze jako zaczątek przyszłego muzeum. 12 grudnia 1906 roku nastąpiło uroczyste otwarcie muzeum w gmachu podominikańskim. Wkrótce dołączono zbiory Towarzystwa Higienicznego, pochodzące z wystawy zorganizowanej w 1908 roku. W roku 1911 całością zgromadzonych eksponatów zaopiekowała się Sekcja Muzealna Polskiego Towarzystwa Krajoznawczego.
W 1914 z inicjatywy Szymona Piotrowskiego, dyrektora miejscowego oddziału Banku Handlowego, założono towarzystwo Muzeum Lubelskie. To dzięki niemu zakupiono posesję z budynkami pijarskimi przy ulicy Namiestnikowskiej 4 (obecnie Narutowicza 4), które po remoncie stały się na 40 lat siedzibą Muzeum Lubelskiego. Muzeum przejęło zbiory Towarzystw: Rolniczego, Higienicznego, Krajoznawczego i Biblioteki im. H. Łopacińskiego. Liczba eksponatów powiększała się drogą darów i zakupów. W roku 1921 przejęto część zbiorów Muzeum Nałęczowskiego. 18 lutego 1923 roku odbyła się uroczystość otwarcia muzeum w gmachu własnym. Kustoszem został malarz Marian Trzebiński. Przed wrześniem 1939 roku zbiory muzeum liczyły ok. 14 000 eksponatów, nie tylko o charakterze regionalnym.
Druga wojna światowa przyniosła straty budynkom i zbiorom muzealnym. W wyniku prowadzonej polityki okupanta duża część zbiorów zaginęła, uległa zniszczeniu i rozproszeniu. Działalność Muzeum została wznowiona w sierpniu 1944 roku, po wyzwoleniu Lublina spod okupacji hitlerowskiej. Zinwentaryzowane po wojnie zbiory liczyły zaledwie ok. 3 000 eksponatów. W 1950 roku muzeum upaństwowiono i przemianowano na okręgowe.

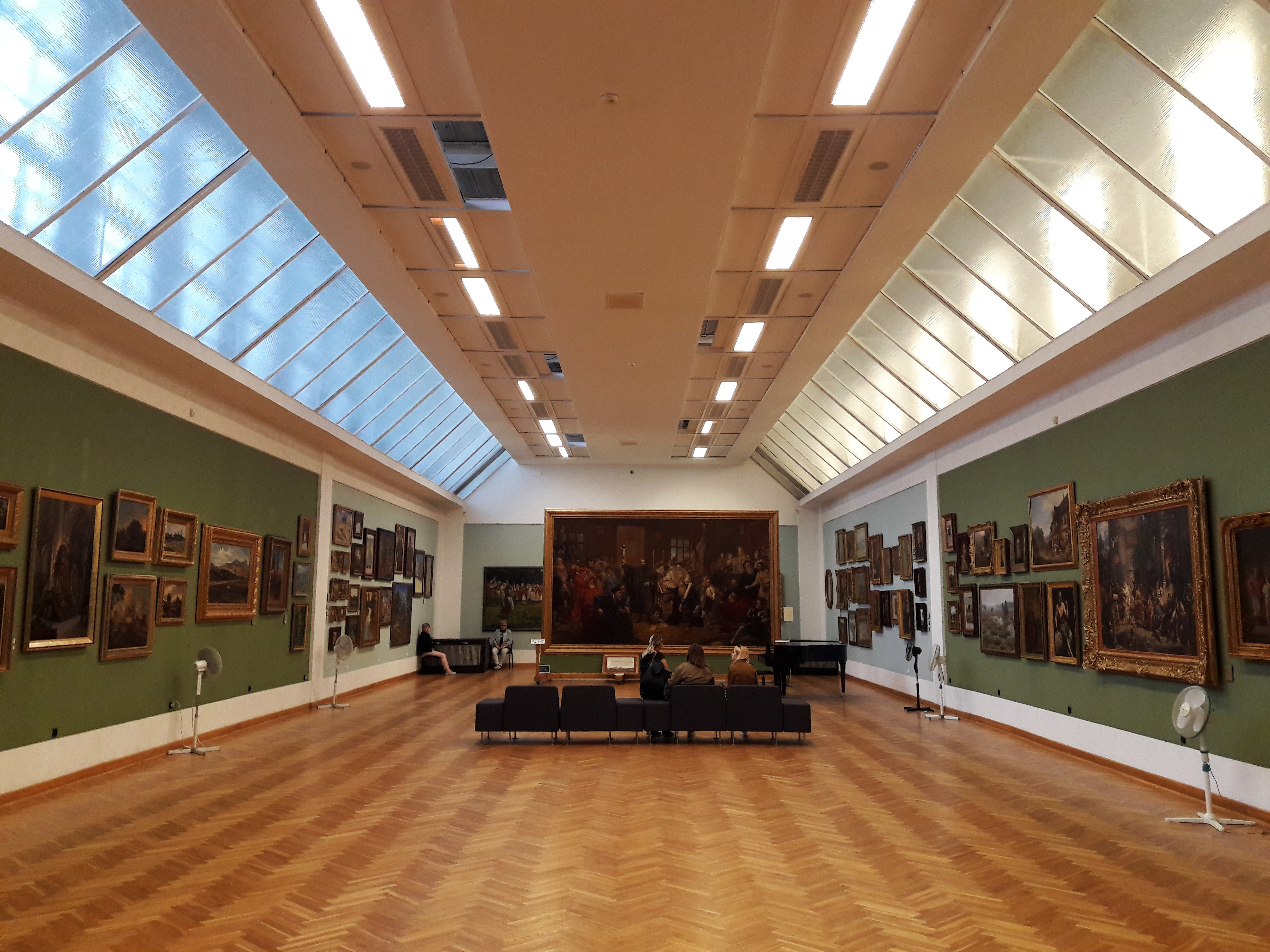
Muzeum Narodowe w Lublinie

Od 1957 roku muzeum przeprowadziło się do Zamku Lubelskiego. W roku 1987 powróciło do dawnej nazwy – Muzeum Lubelskie. W dalszym ciągu jest muzeum wielodziałowym. Zbiory liczą obecnie ok. 157 000 eksponatów. Oglądać je można na tematycznych wystawach. W siedzibie głównej na Zamku Lubelskim są to: ekspozycja archeologiczna, wystawa monet i medali. W 1999 roku muzeum wpisane zostało do Państwowego Rejestru Muzeów.

## Status muzeum narodowego
Do 15 maja 2020 muzeum funkcjonowało pod starą nazwą – Muzeum Lubelskie. 15 maja 2020 zarządzeniem Ministra Kultury i Dziedzictwa Narodowego prof. Piotra Glińskiego Muzeum Lubelskie zostało podniesione do rangi muzeum narodowego i tym samym zmieniło nazwę na Muzeum Narodowe w Lublinie. Instytucja jest wspólnie prowadzona przez Ministra Kultury i Dziedzictwa Narodowego i Województwo lubelskie i wpisana do rejestru instytucji kultury MKiDN. Docelowo Muzeum Narodowe w Lublinie będzie państwową instytucją kultury, dla której jedynym organizatorem pozostanie Minister Kultury i Dziedzictwa Narodowego.

## Zamek w Lublinie

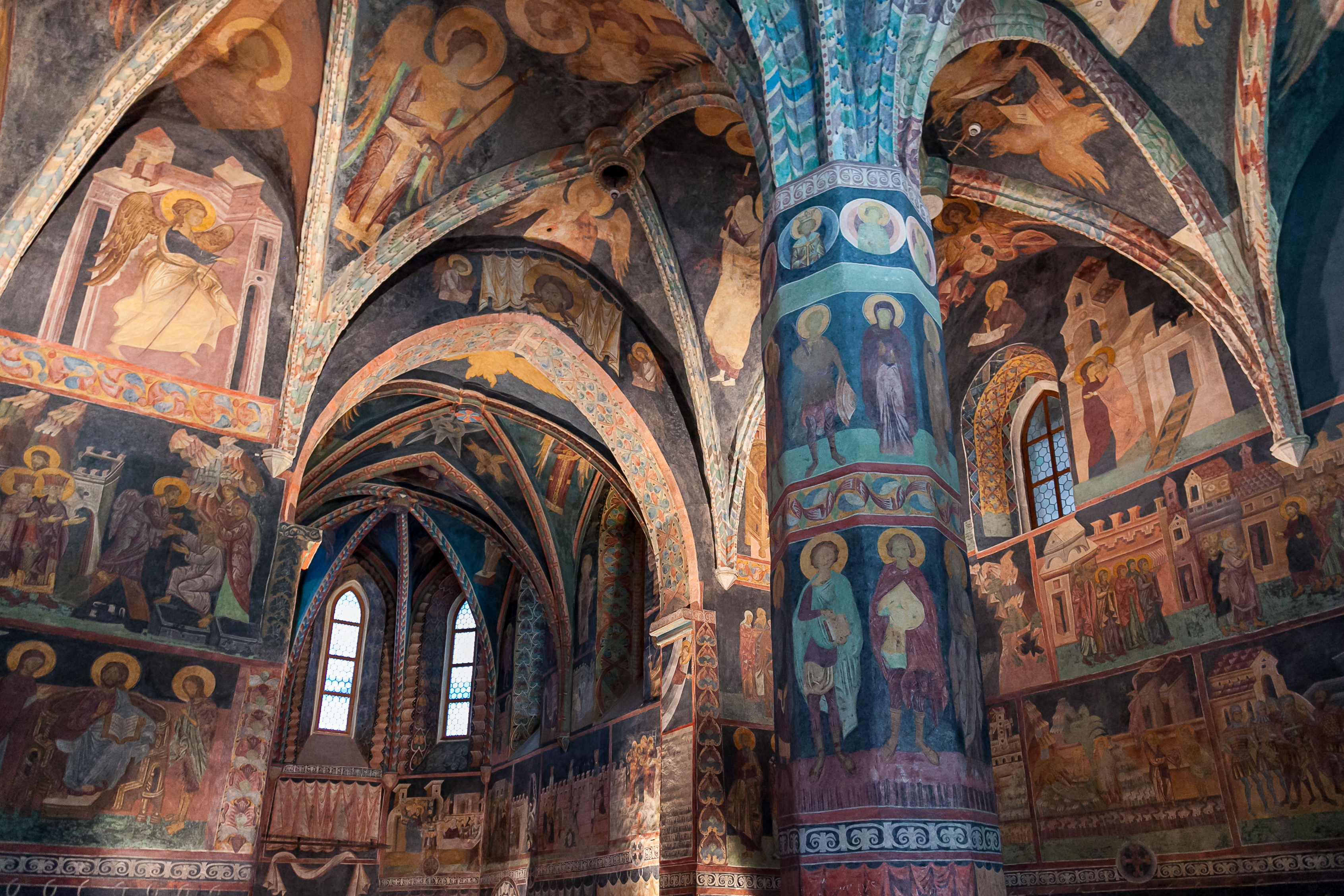
Wnętrze Kaplicy Trójcy Świętej

W 1957 roku muzeum przeprowadziło się do części pomieszczeń Zamku w Lublinie, którego jedynym gospodarzem stało się w 1974 roku. Oglądać tu można wiele stałych wystaw tematycznych. Obecnie są to: Śladami Przeszłości. Najdawniejsze Dzieje Ziemi Lubelskiej (ekspozycja archeologiczna), Monety i Medale na Ziemiach Polskich od X do XX wieku, Sztuka Ludowa Regionu Lubelskiego, Historia Uzbrojenia i Malarstwo Batalistyczne, Grupa Zamek i Awangarda, Galeria Malarstwa Cerkiewnego, Galeria Malarstwa Polskiego XIX–XX wieku (m.in. „Unia Lubelska” Jana Matejki), a także Galeria Sztuki Zdobniczej i Malarstwa Europejskiego od XVI do XX Wieku (m.in. „Piłat umywający ręce” Hendricka ter Brugghena).
Na Zamku znajduje się też Kaplica Trójcy Świętej z bezcennymi malowidłami bizantyńsko-ruskimi z 1418 r. fundacji króla Władysława Jagiełły, oraz średniowieczna wieża zamkowa (donżon) z XIII lub XIV wieku.

## Dzieła malarskie ze zbiorów muzeum

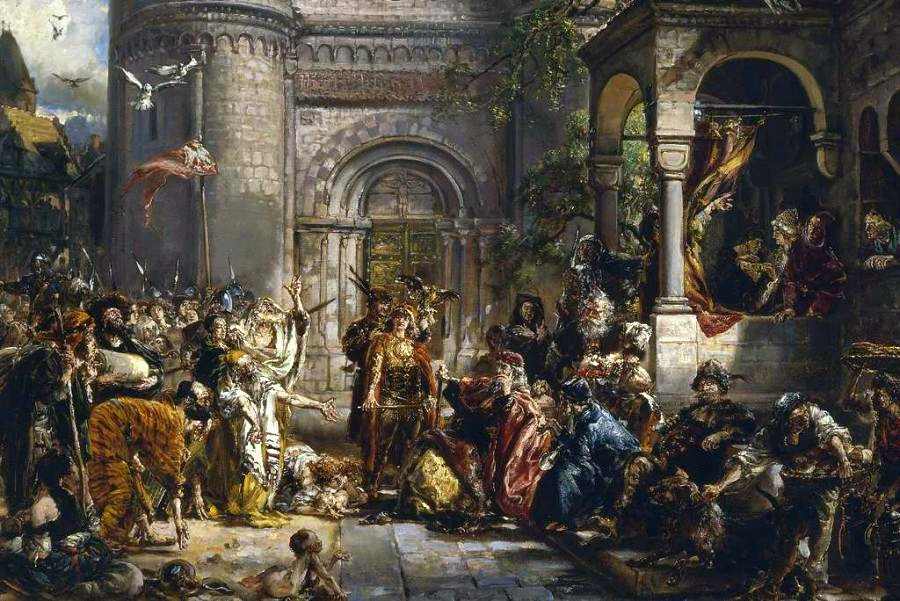
Jan Matejko Przyjęcie Żydów
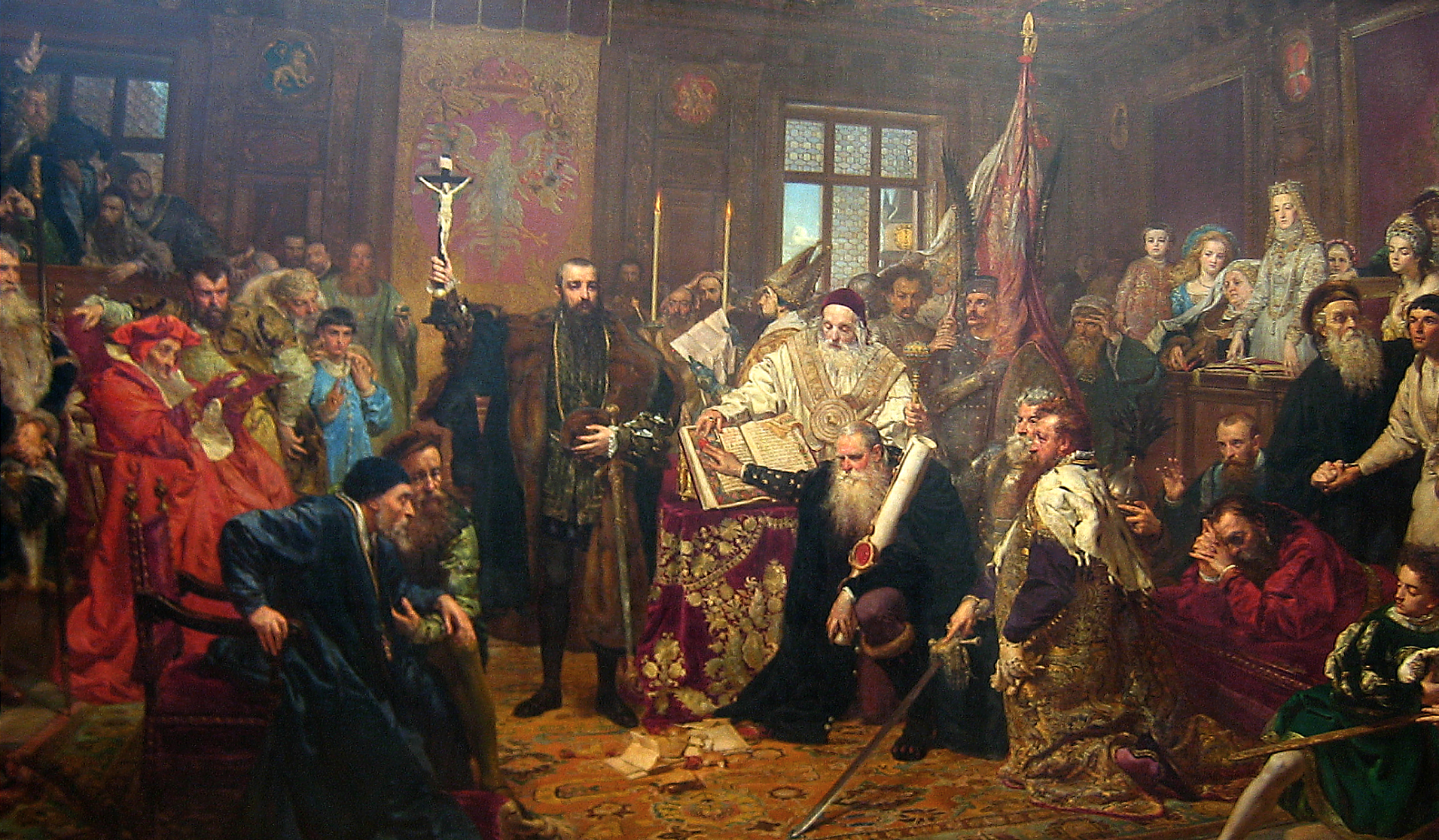
Jan Matejko Unia Lubelska
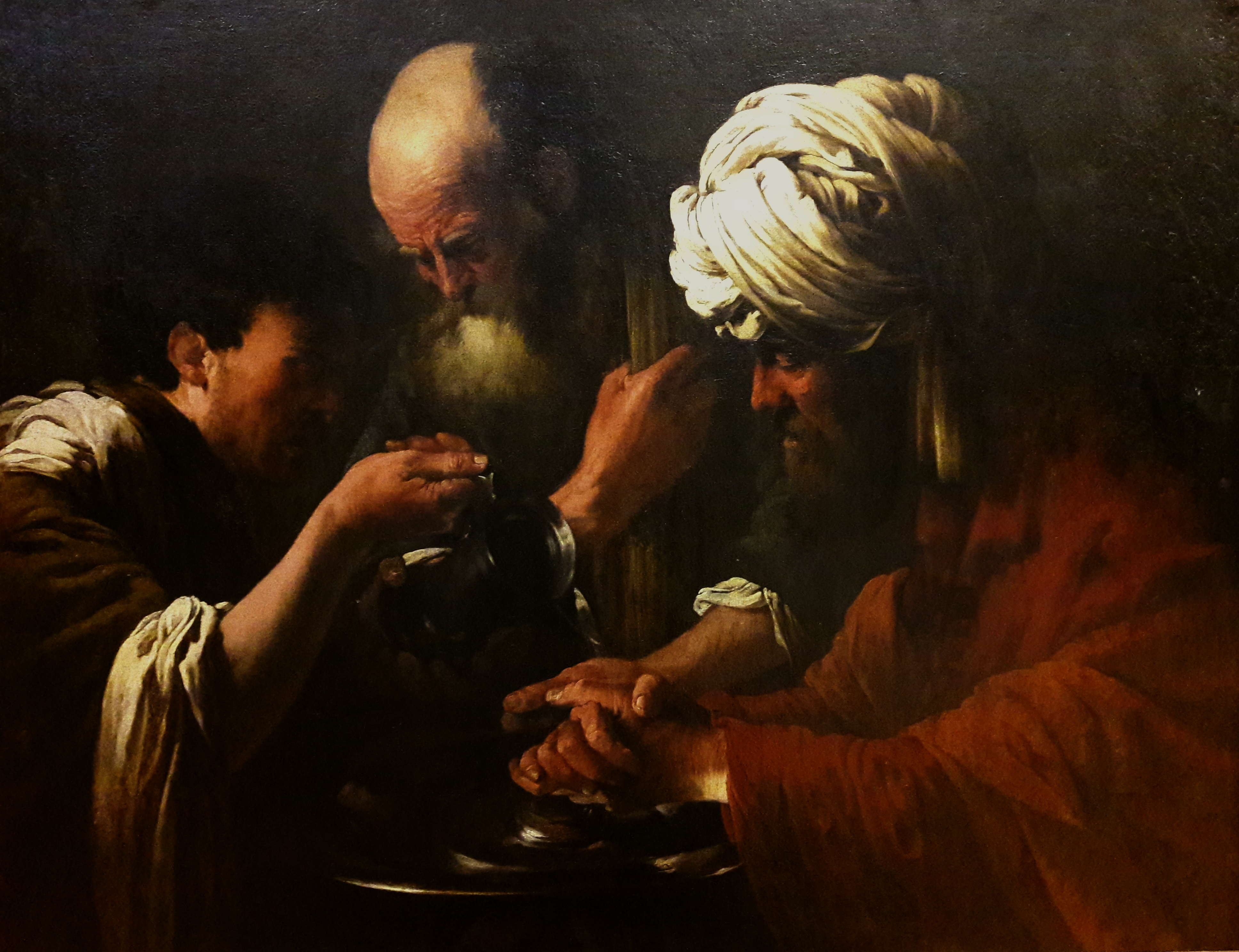
Hendrick ter Brugghen Piłat umywający ręce
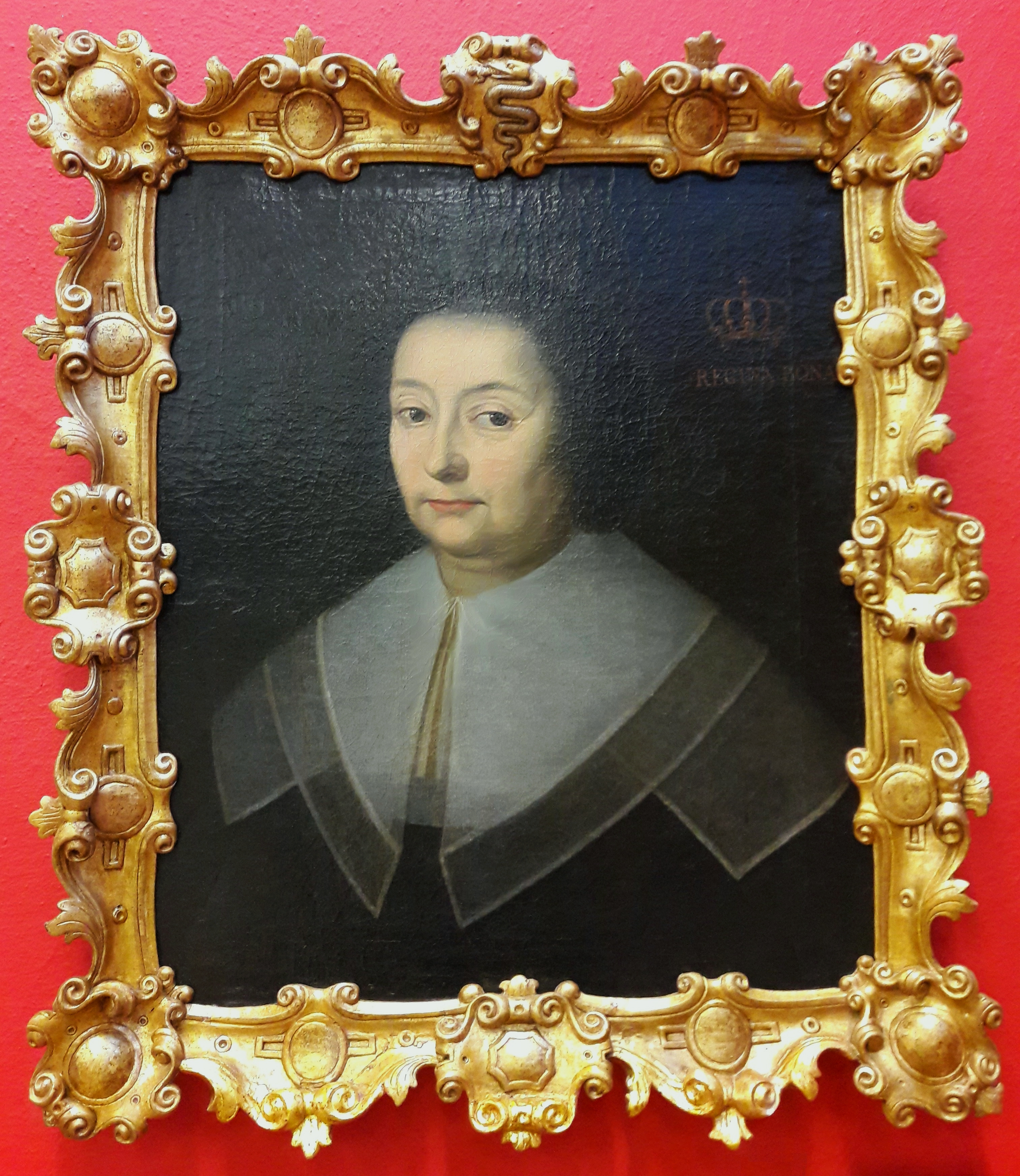
Bona Sforza
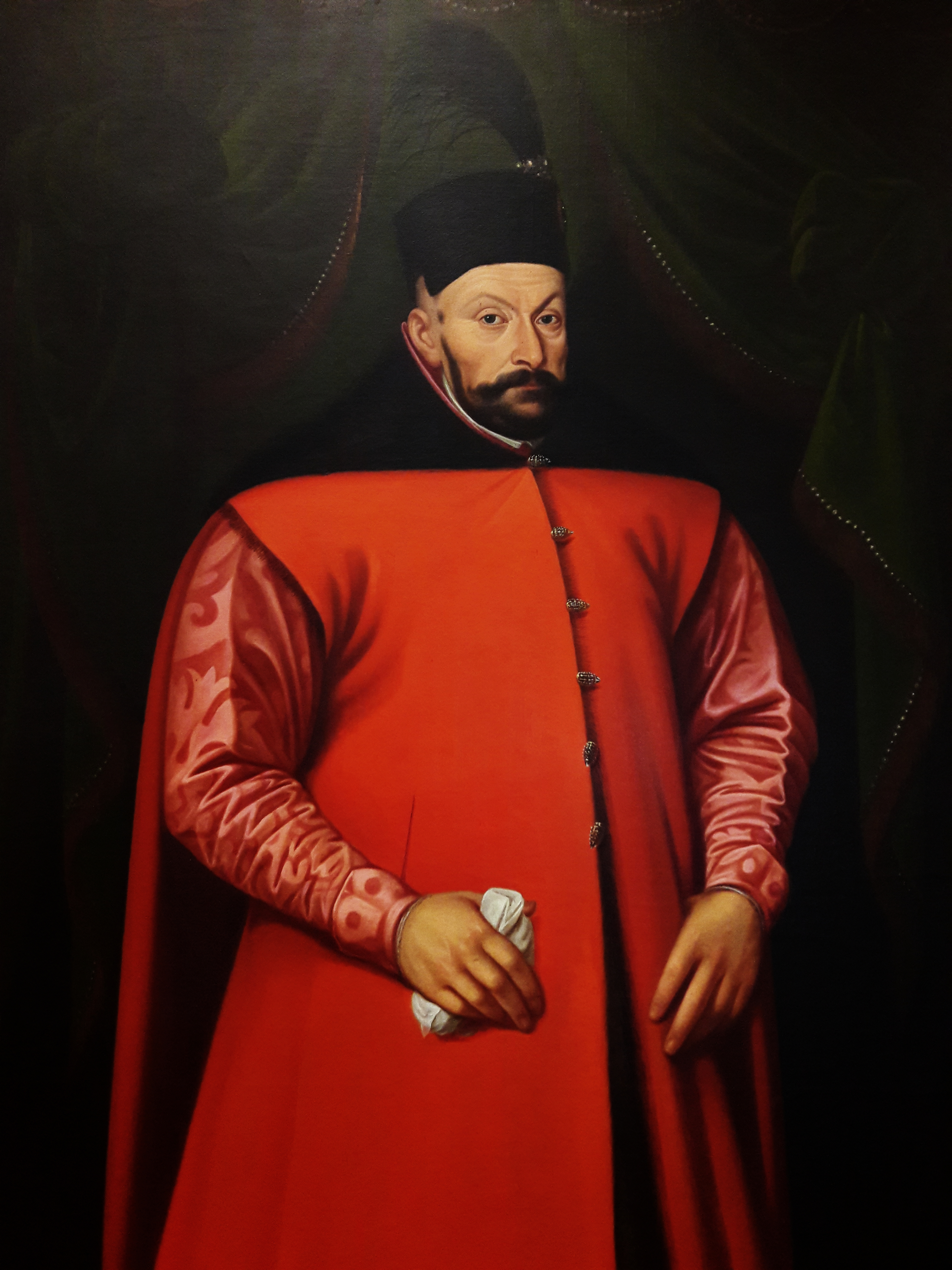
Stefan Batory
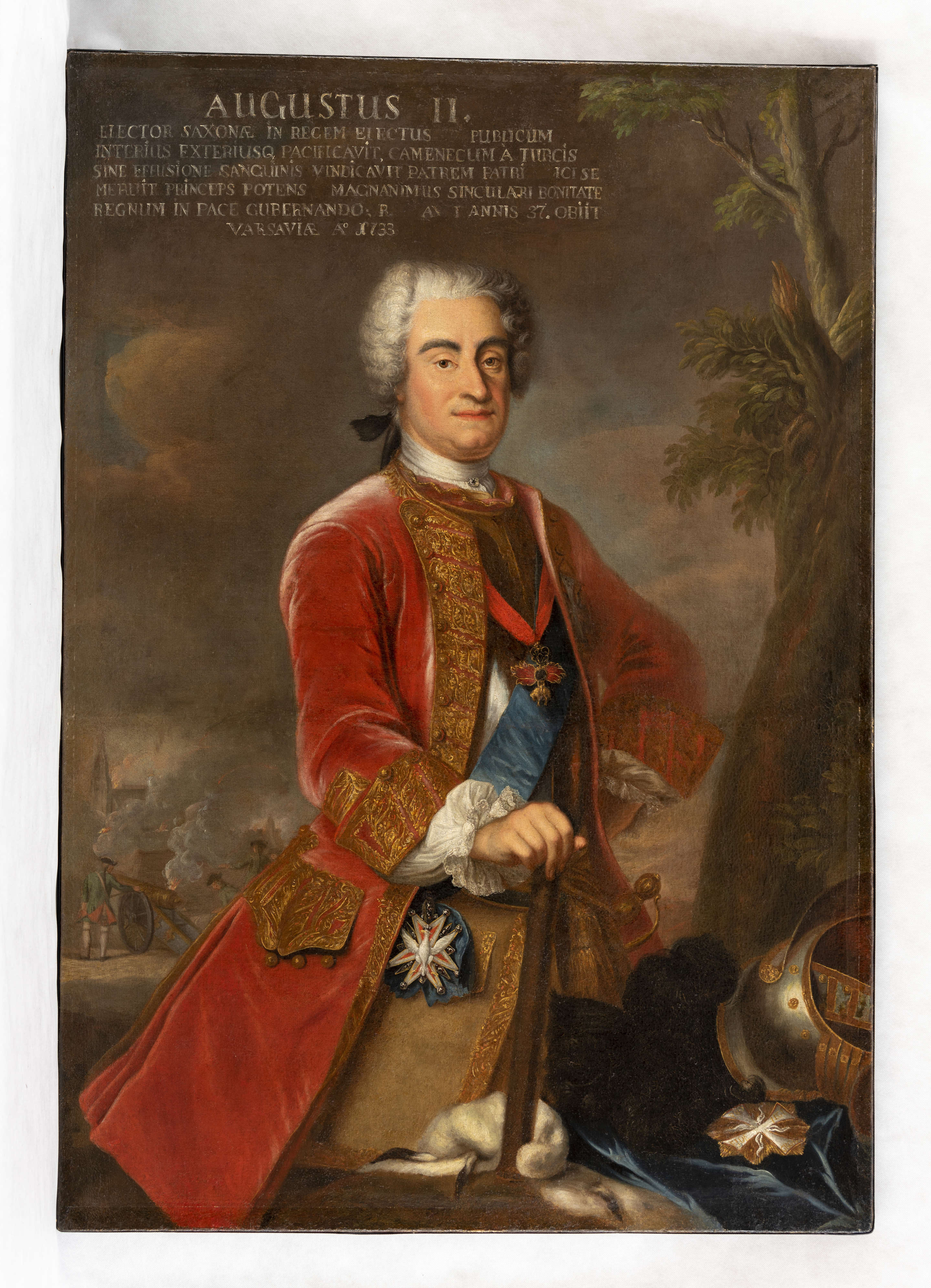
Louis de Silvestre Portret Augusta II Sasa
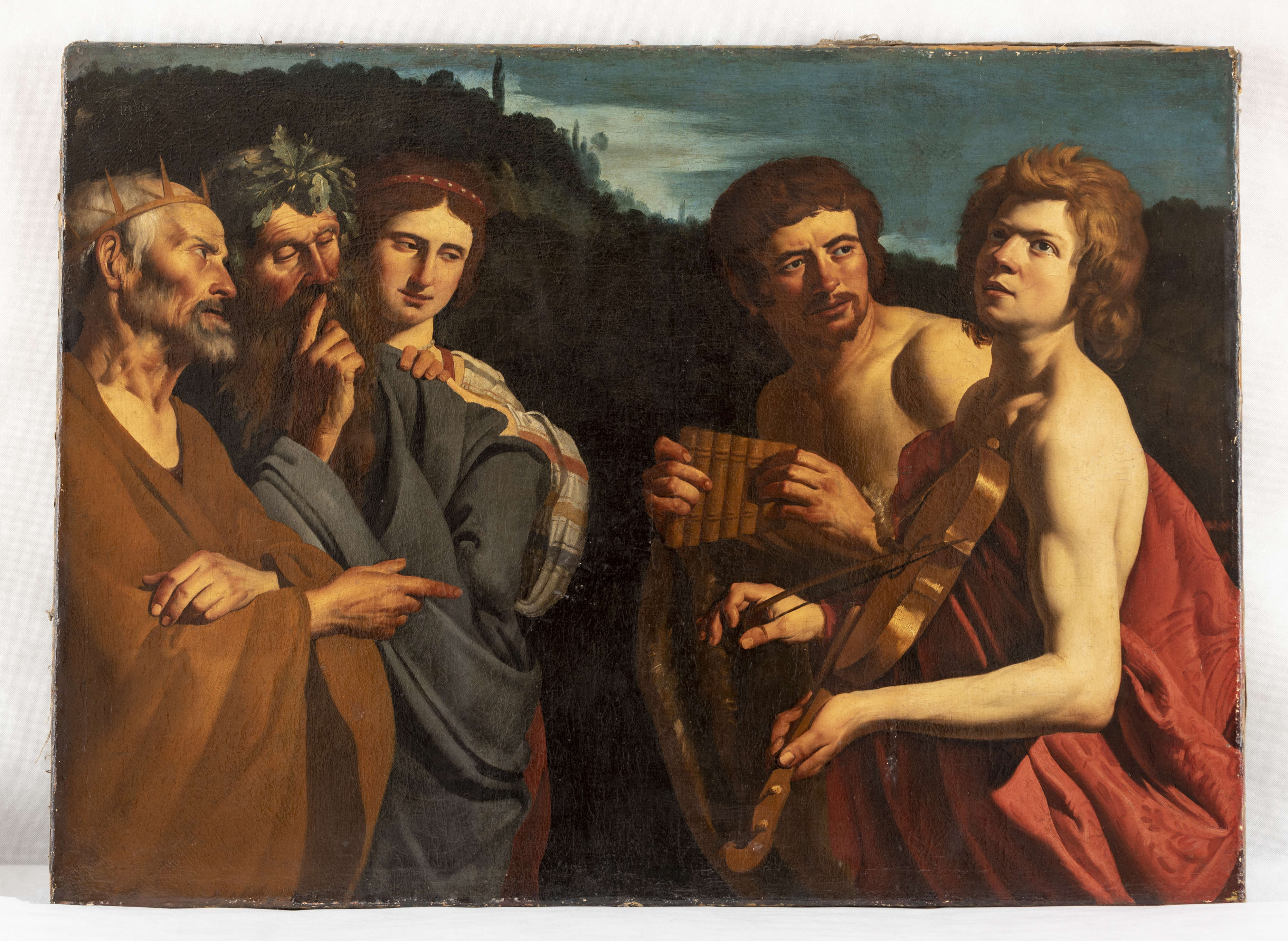
Gerrit van Honthorst Sąd Midasa
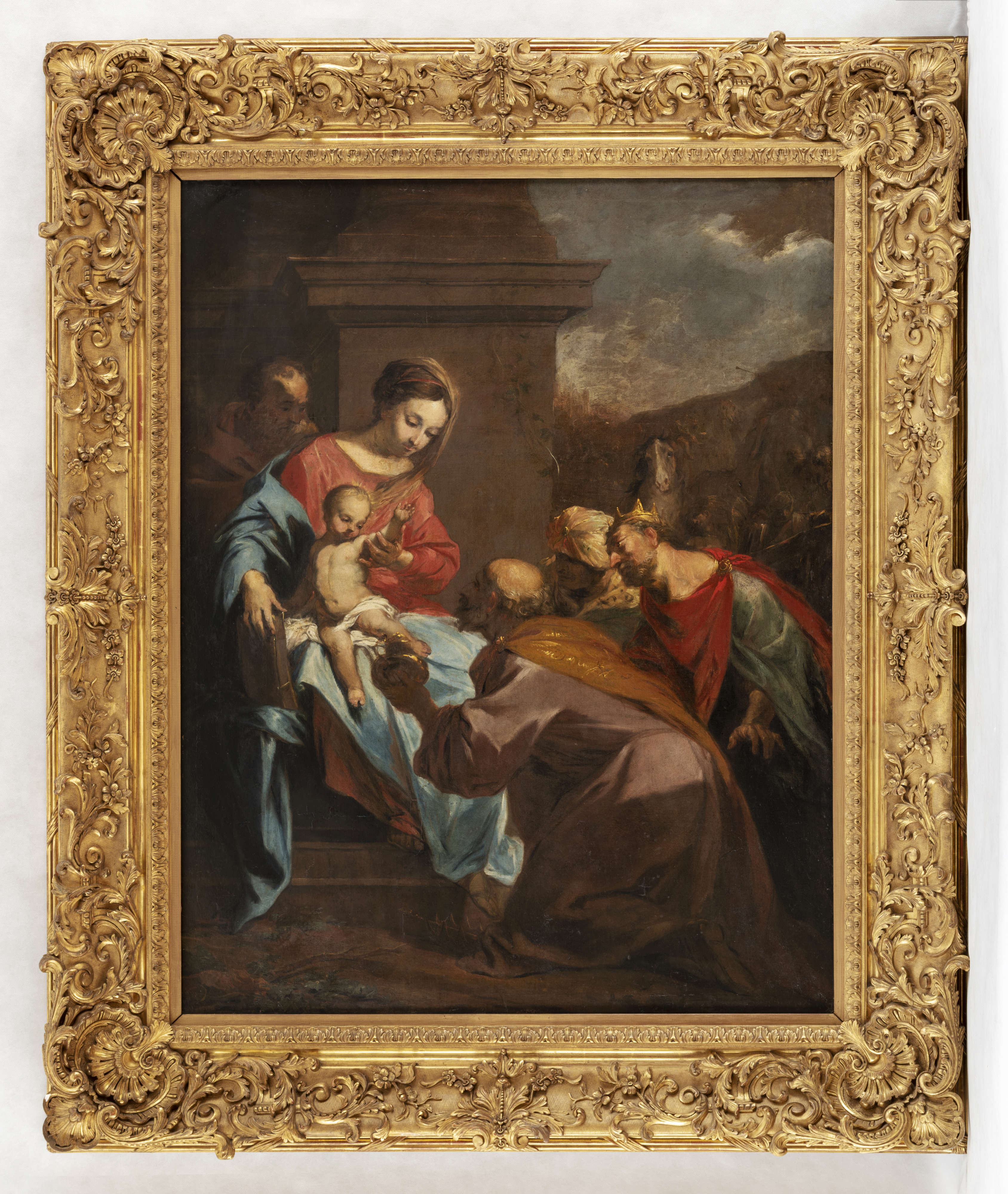
Michael Willmann Pokłon Trzech Króli
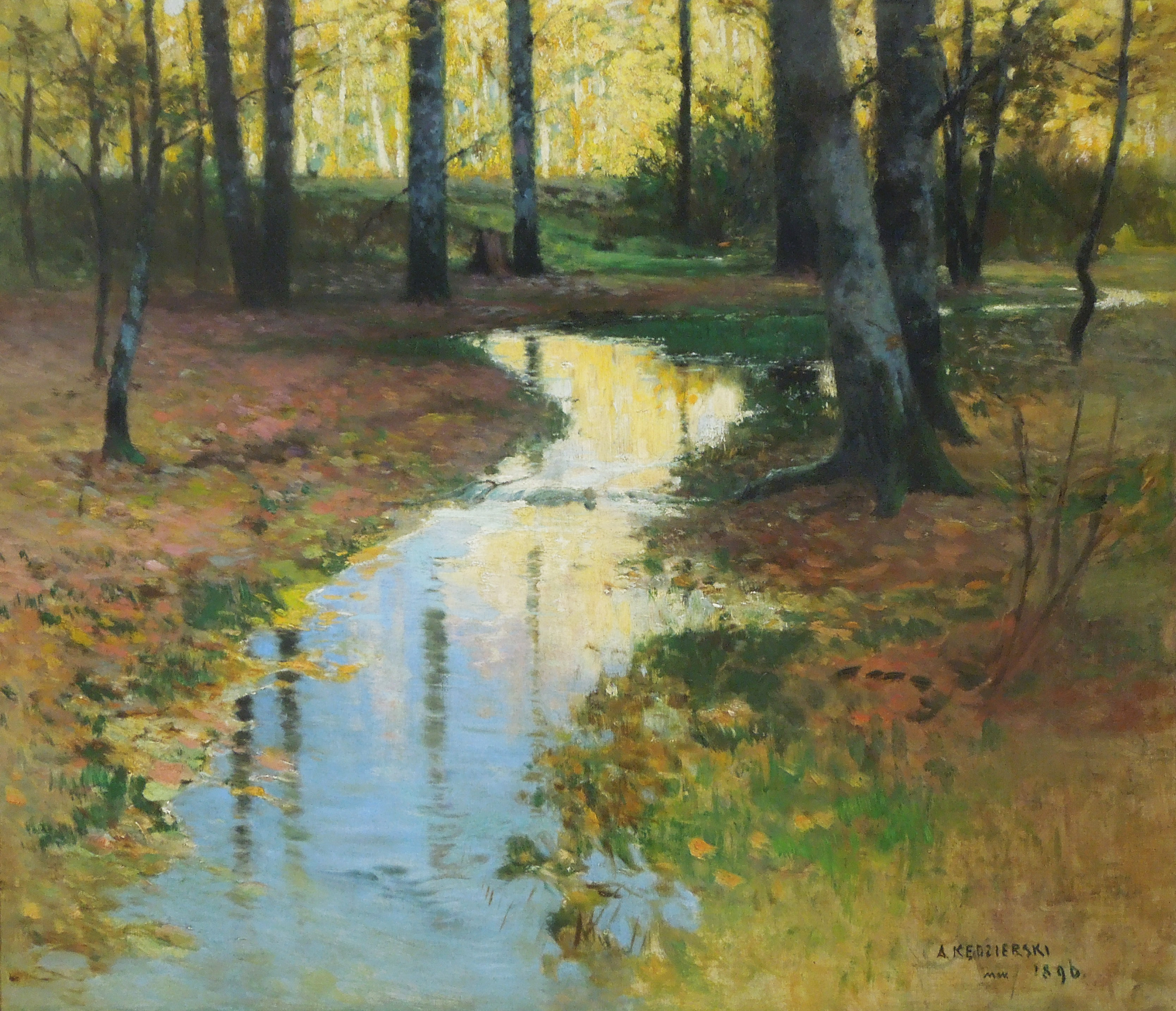
Apoloniusz Kędzierski Struga
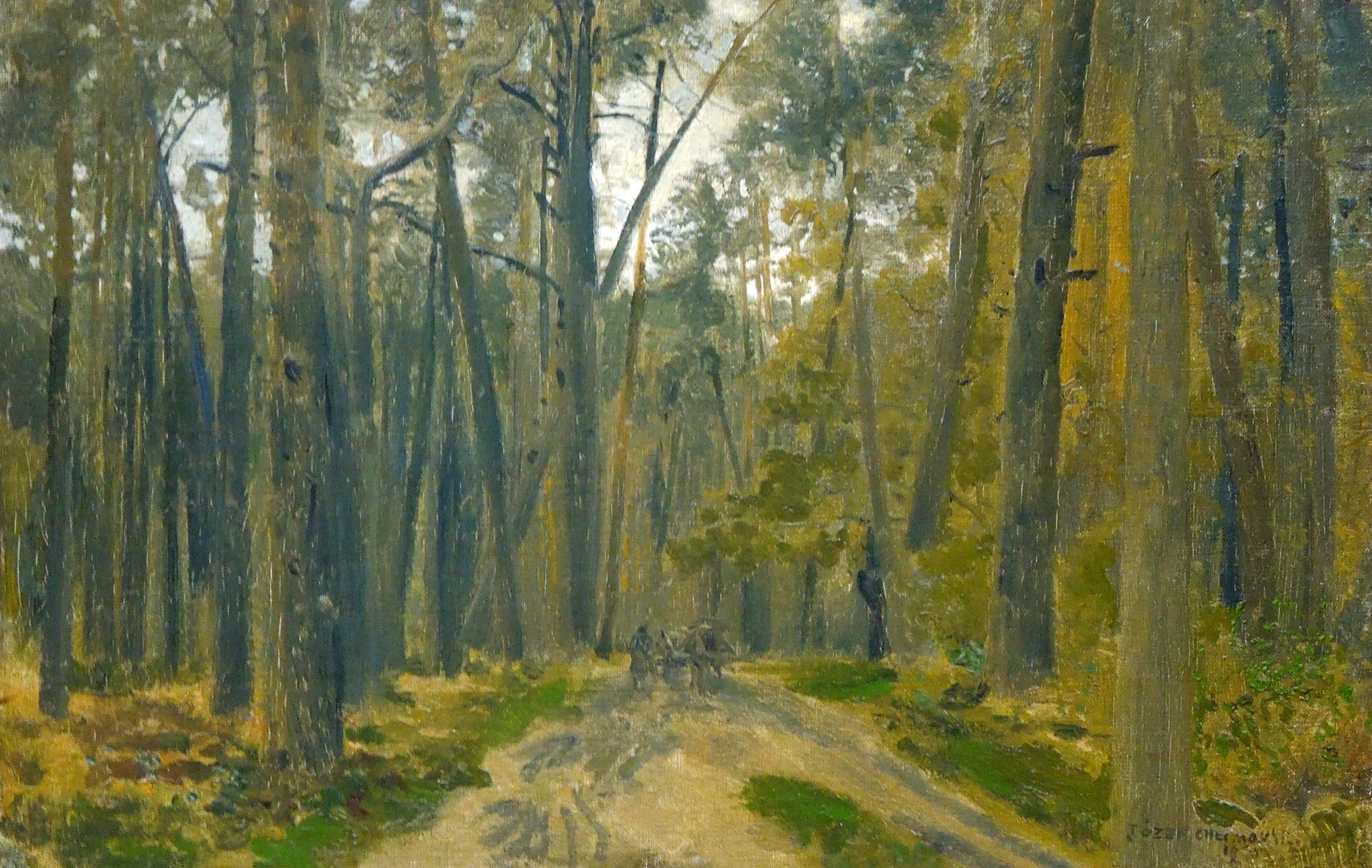
Józef Chełmoński Droga w lesie
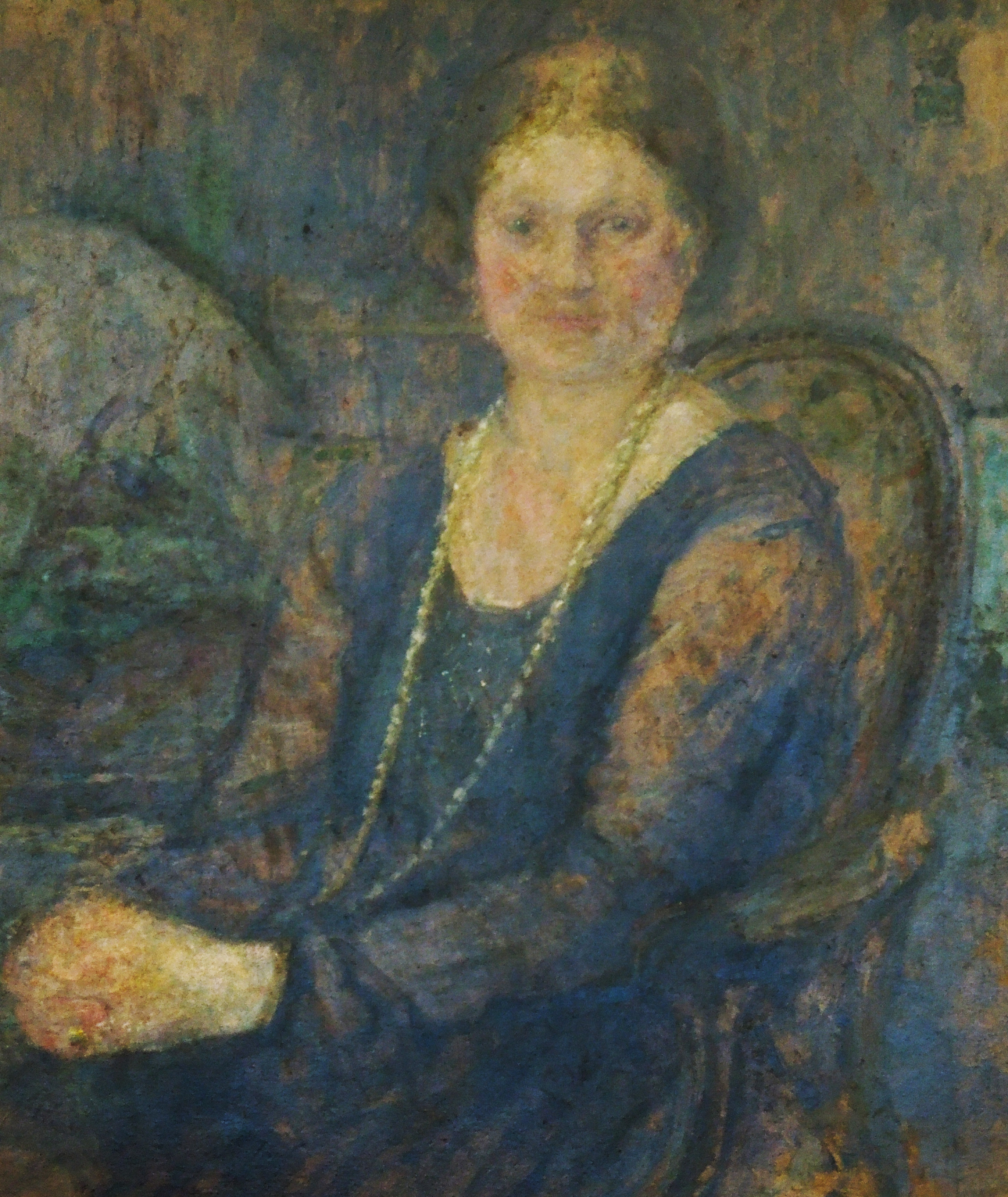
Olga Boznańska Portret Miki Lisowskiej
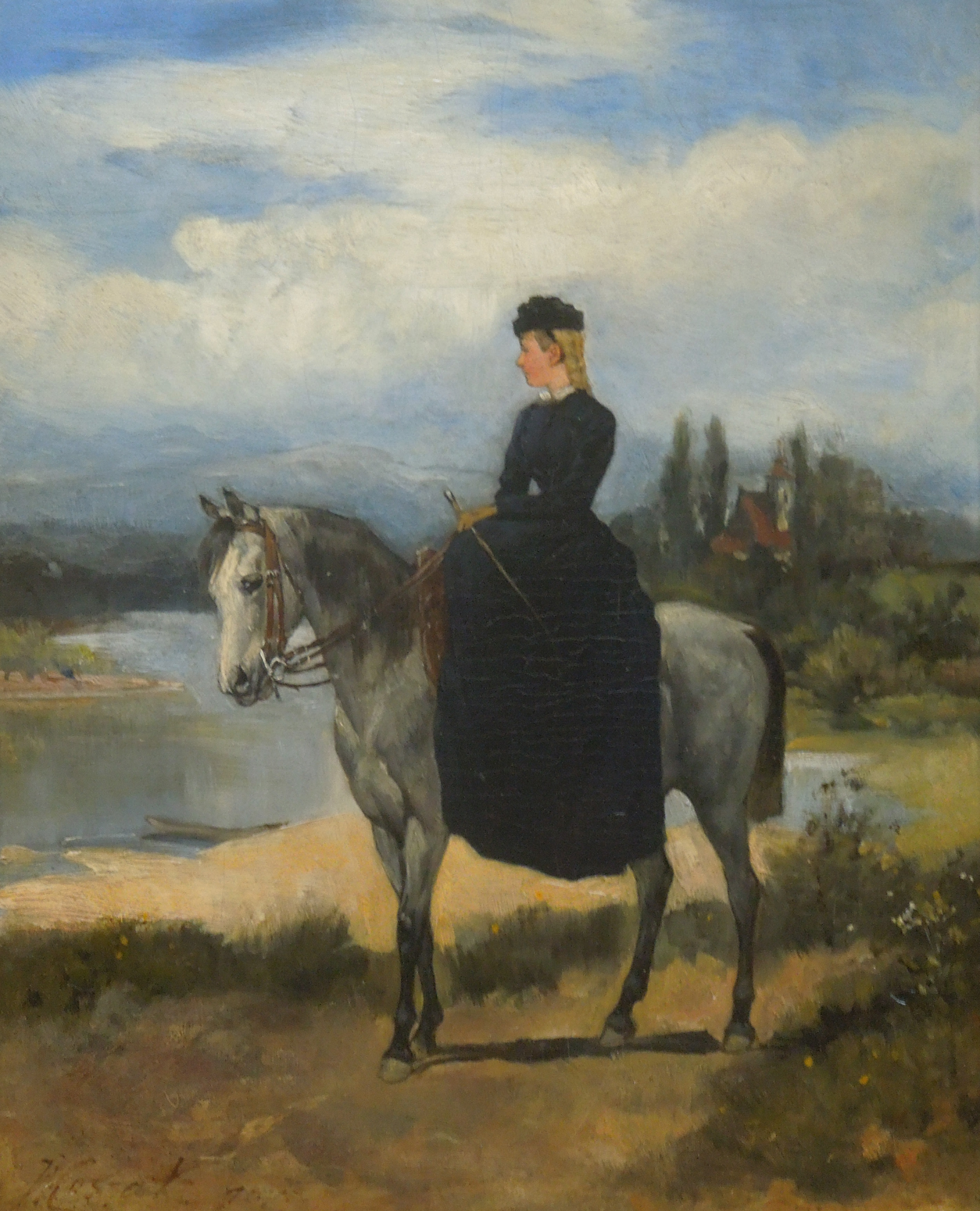
Juliusz Kossak Amazonka
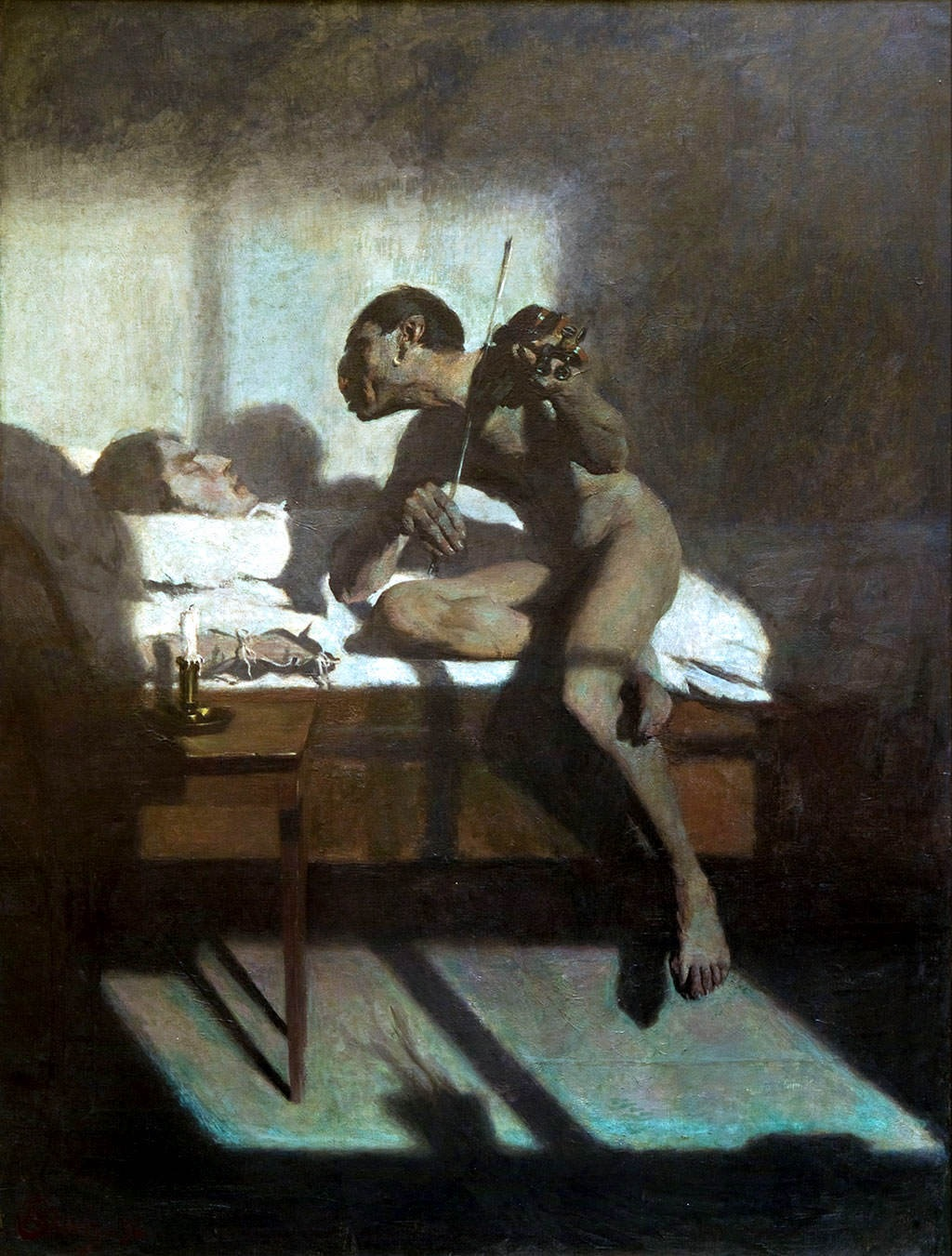
Edward Okuń Śmierć Paganiniego
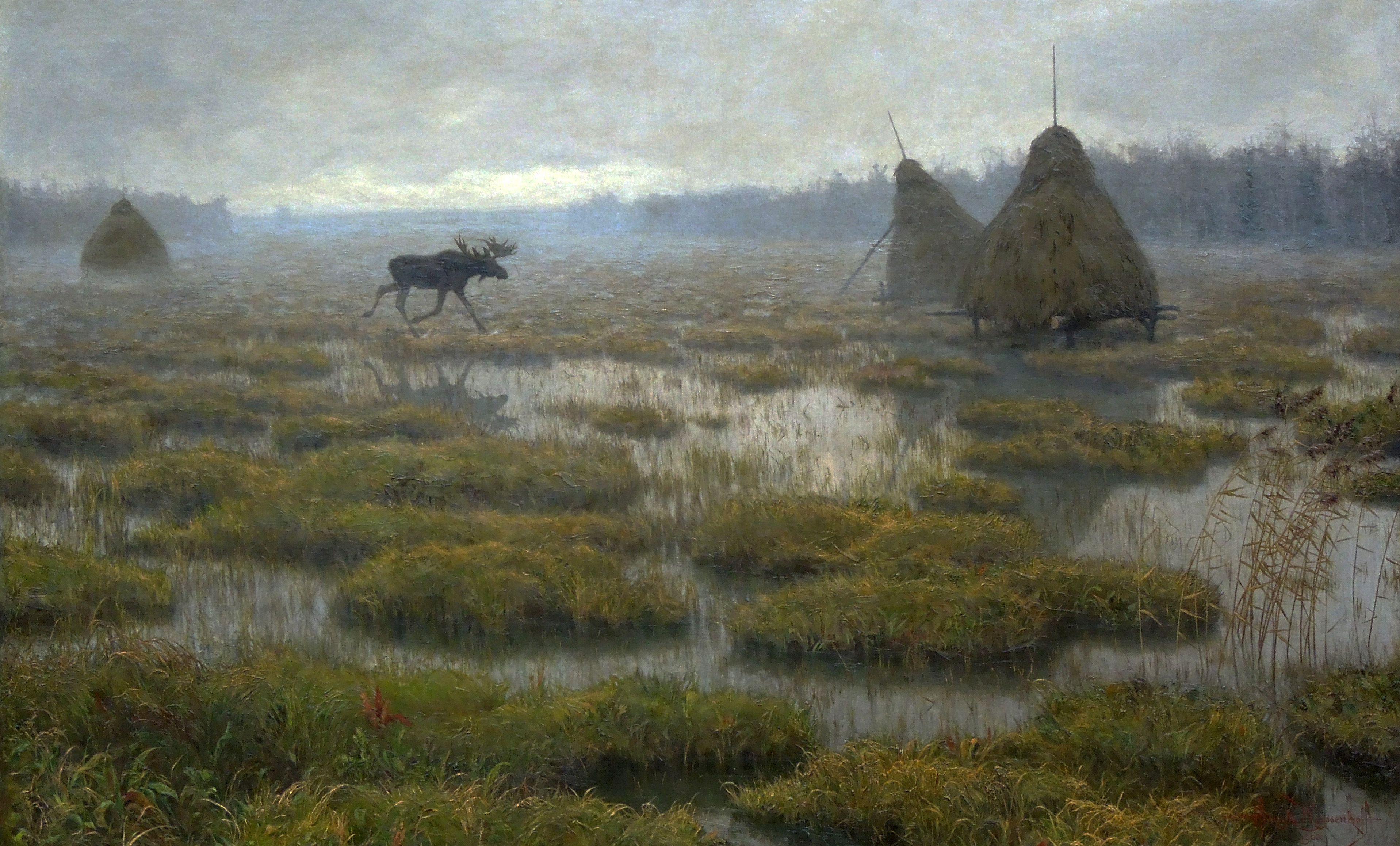
Henryk Weyssenhoff Łoś na trzęsawisku
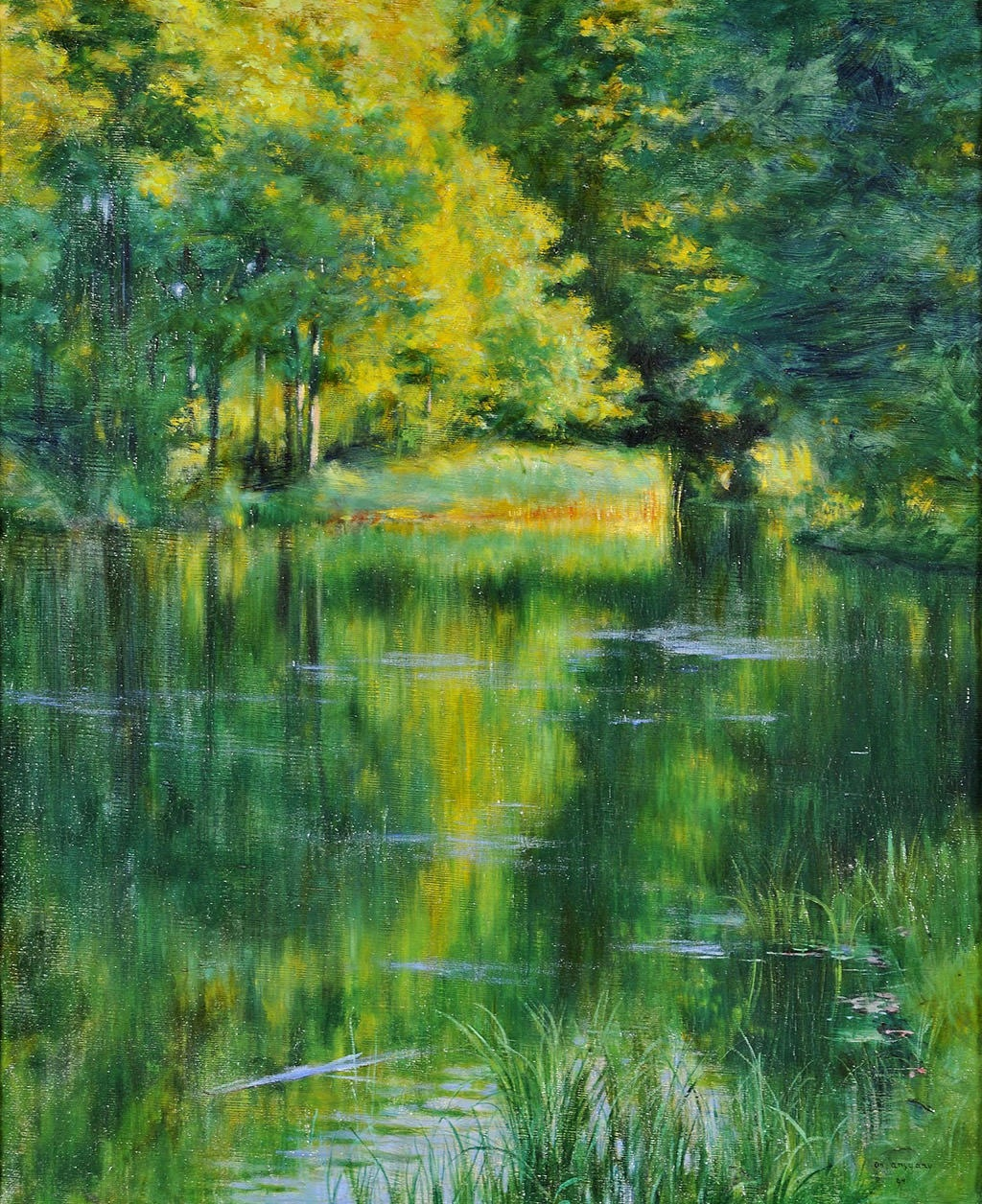
Władysław Podkowiński Jezioro w parku
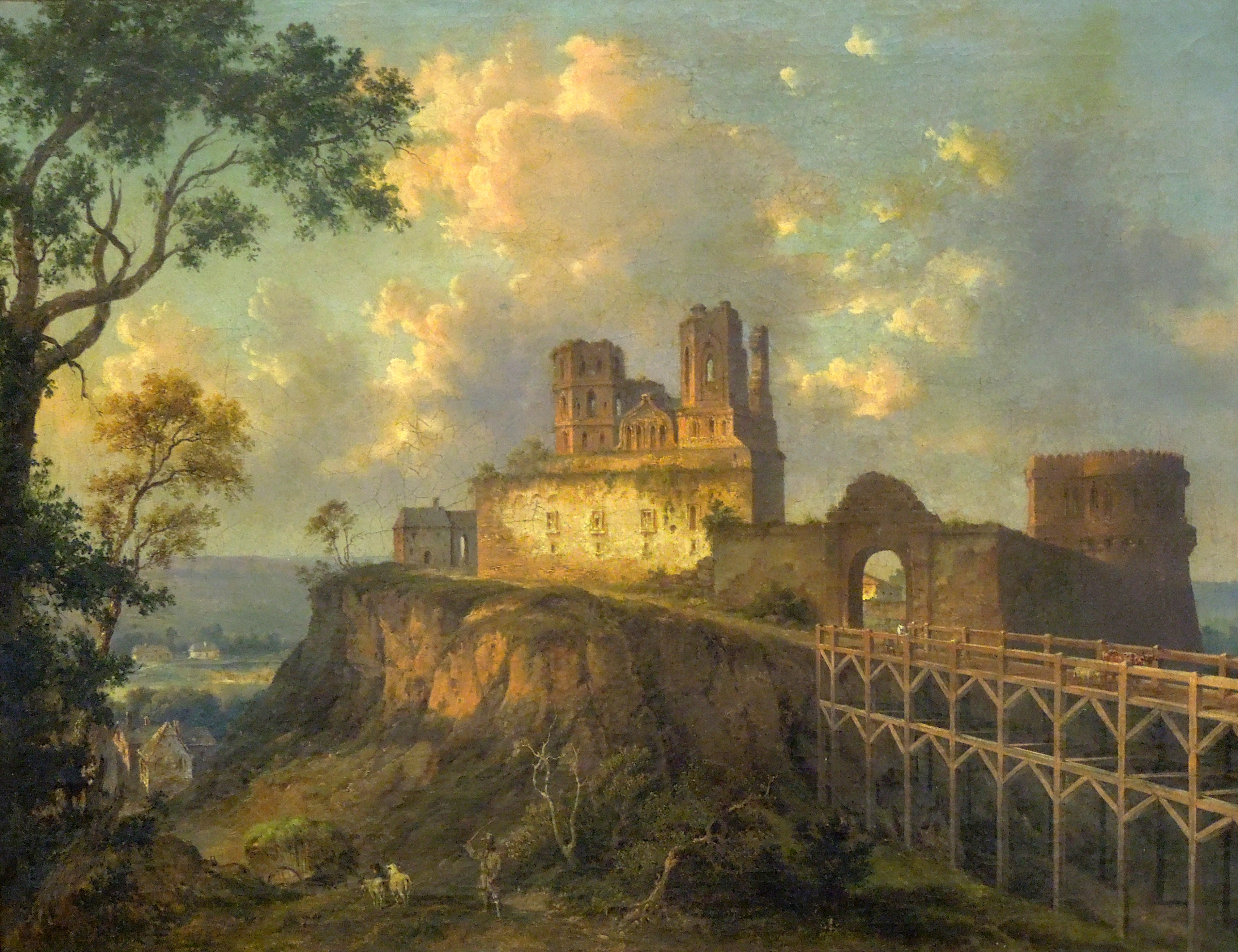
Adam Malinowski Zamek w Ostrogu

## Dzieła ze zbiorów sztuki zdobniczej

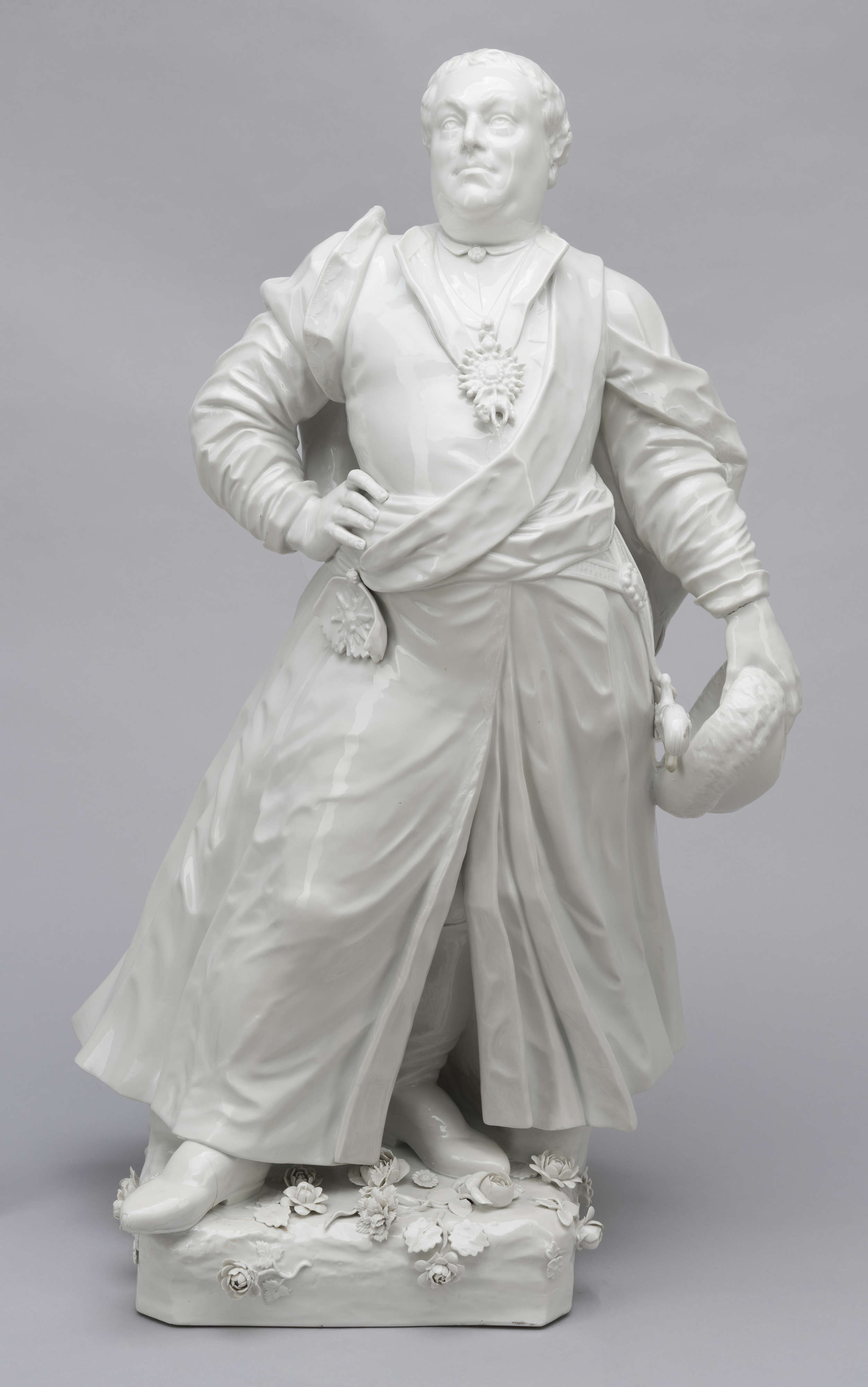
Porcelanowa figurka Augusta III w stroju polskim, Królewska Manufaktura Porcelany w Miśni
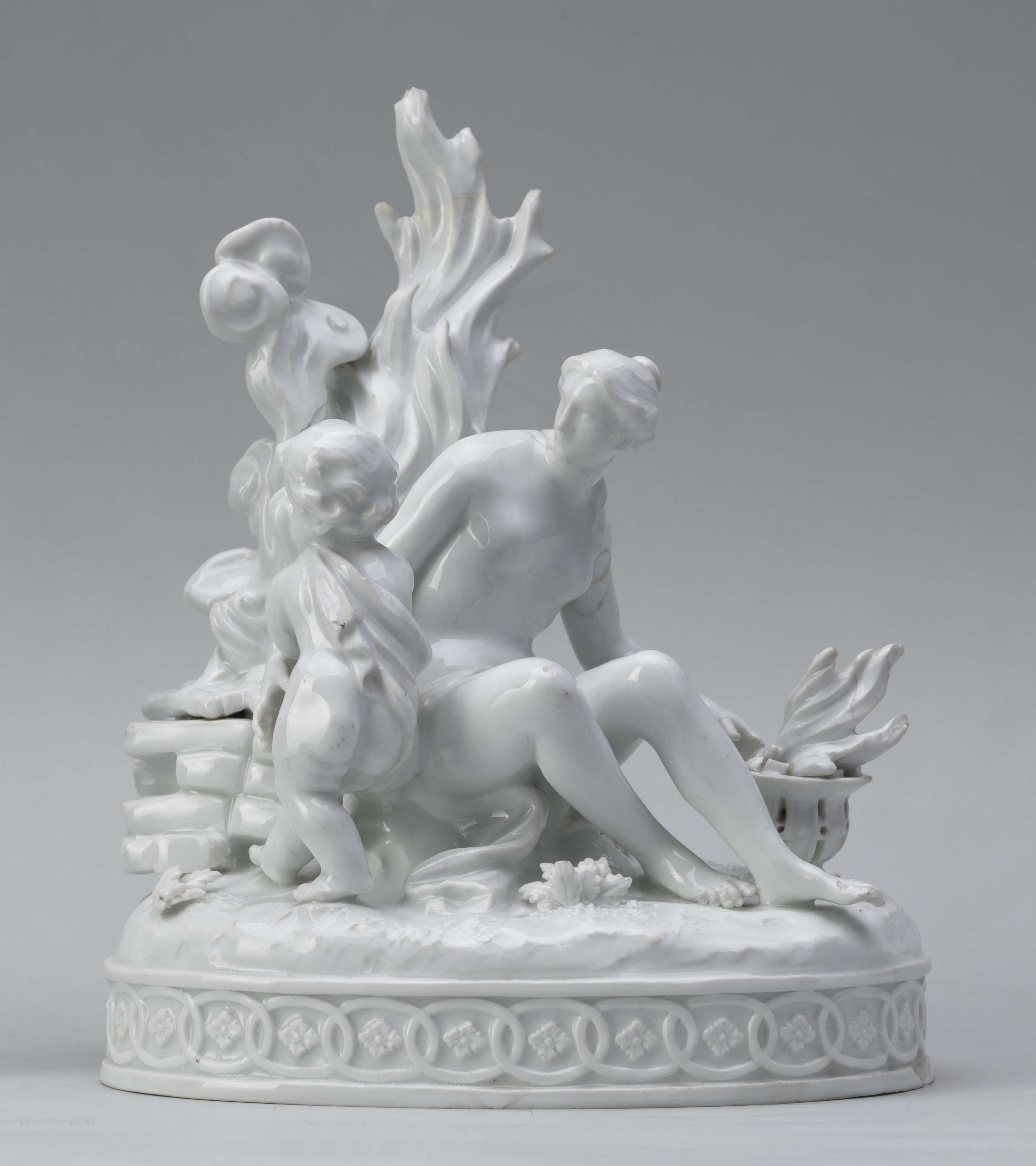
Johann Joachim Kändler Grupa figuralna - alegoria ognia
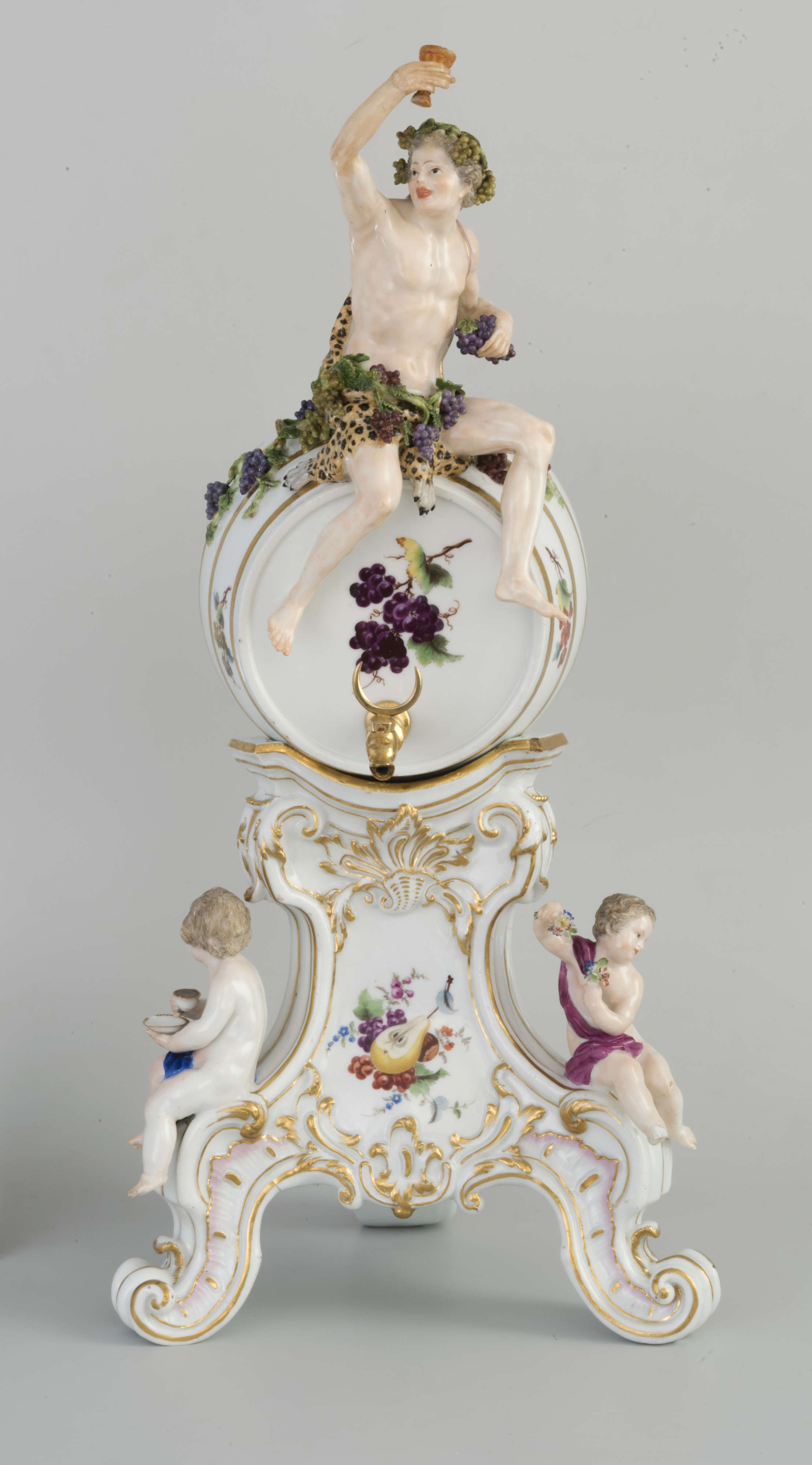
Johann Friedrich Eberlein Bachus na beczce z podstawą
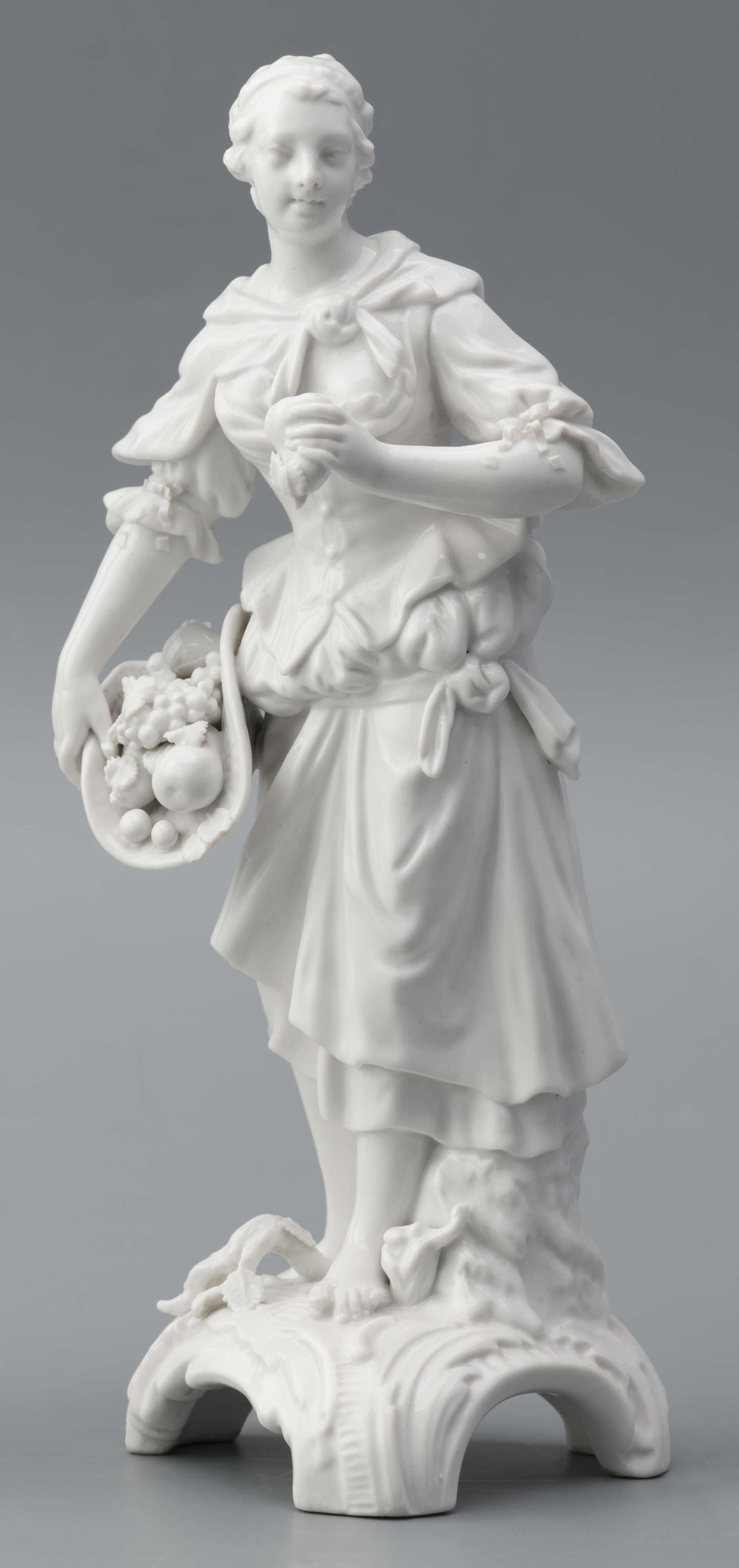
Friedrich Elias Meyer Figurka porcelanowa - Lato

## Wybrane dzieła ze zbiorów numizmatyki i medalierstwa

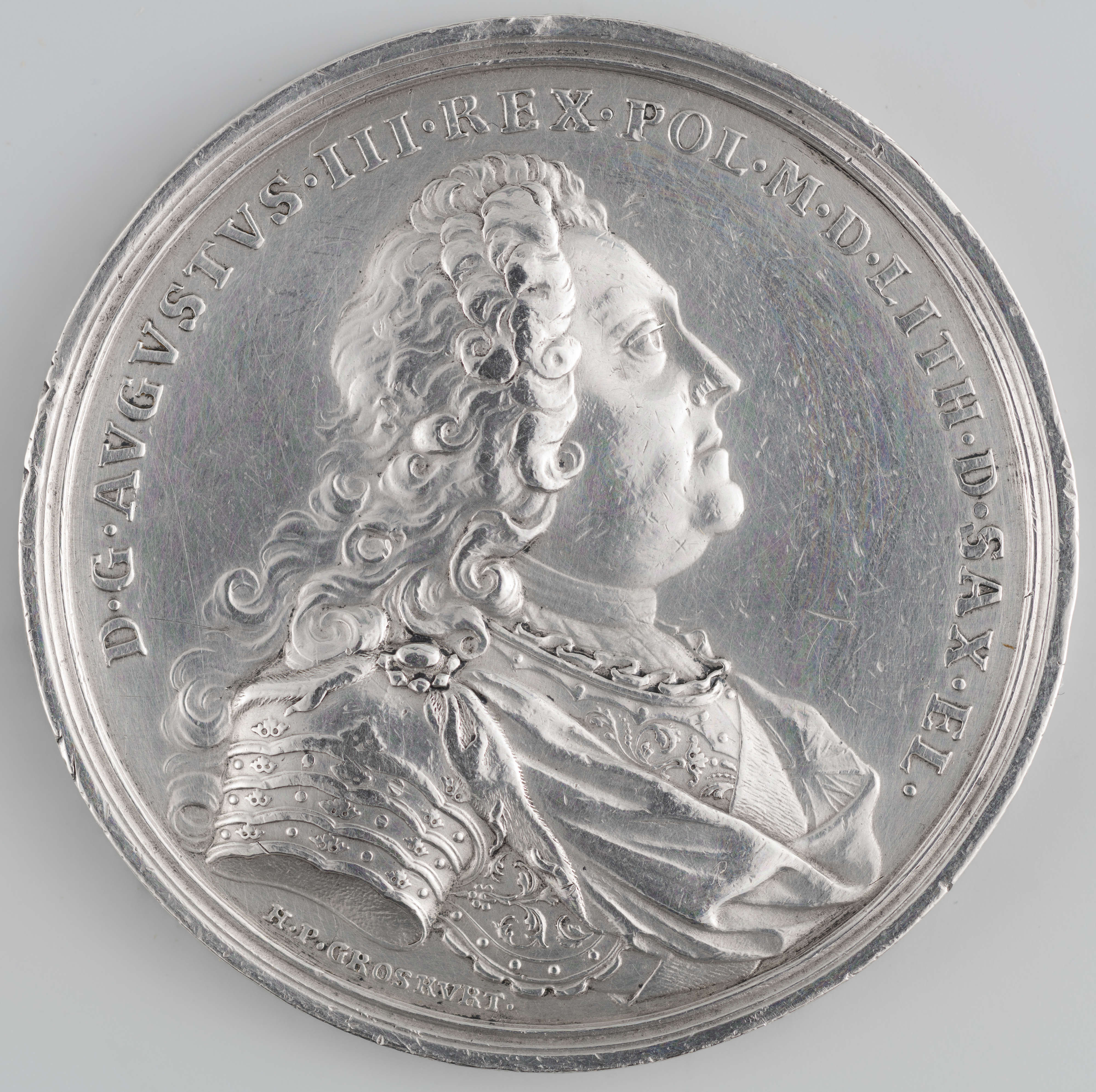
Henryk Paweł Groskurt August III - medal koronacyjny (1734)
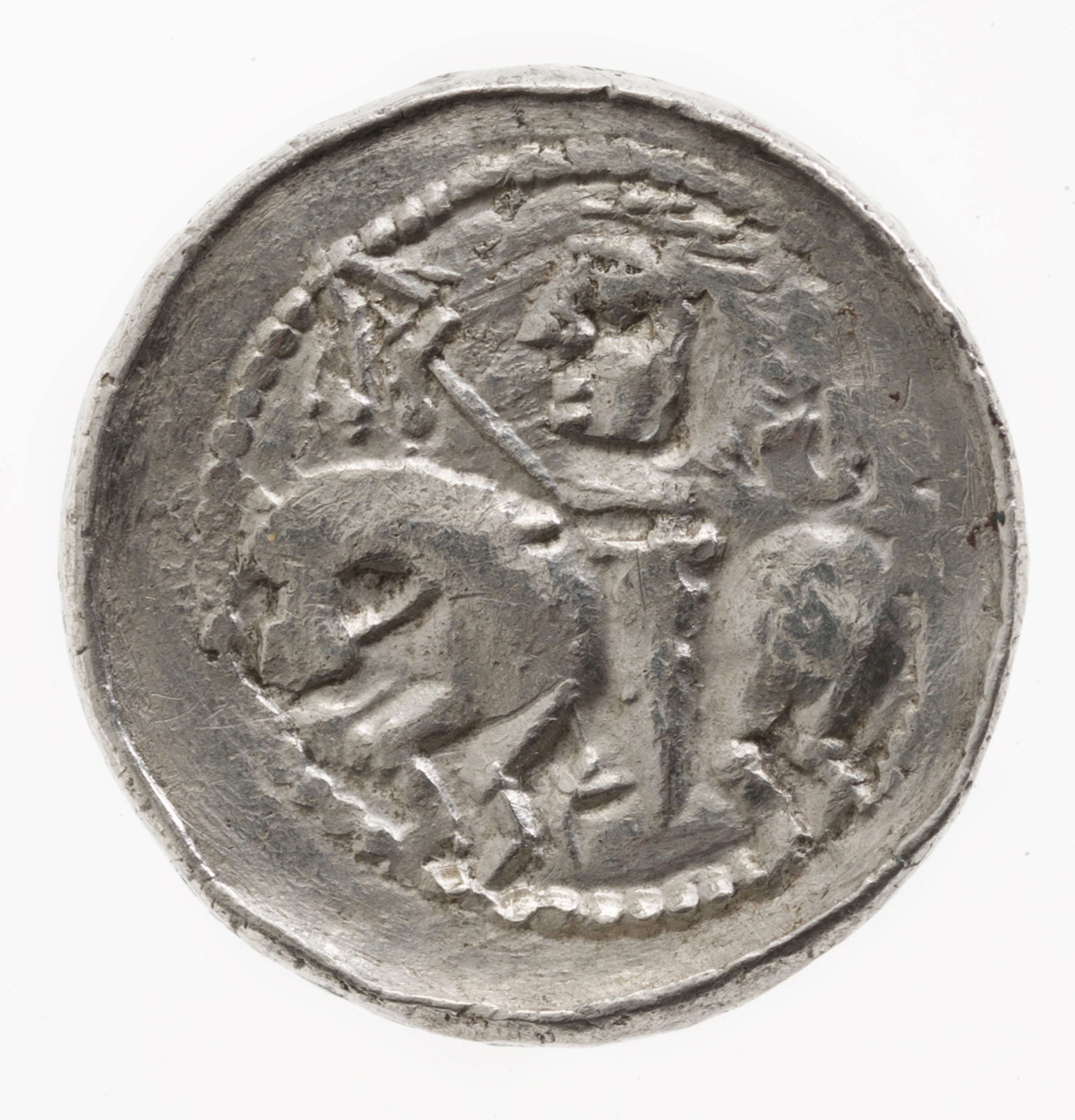
Denar książęcy Bolesława Śmiałego (1069 – 1076)
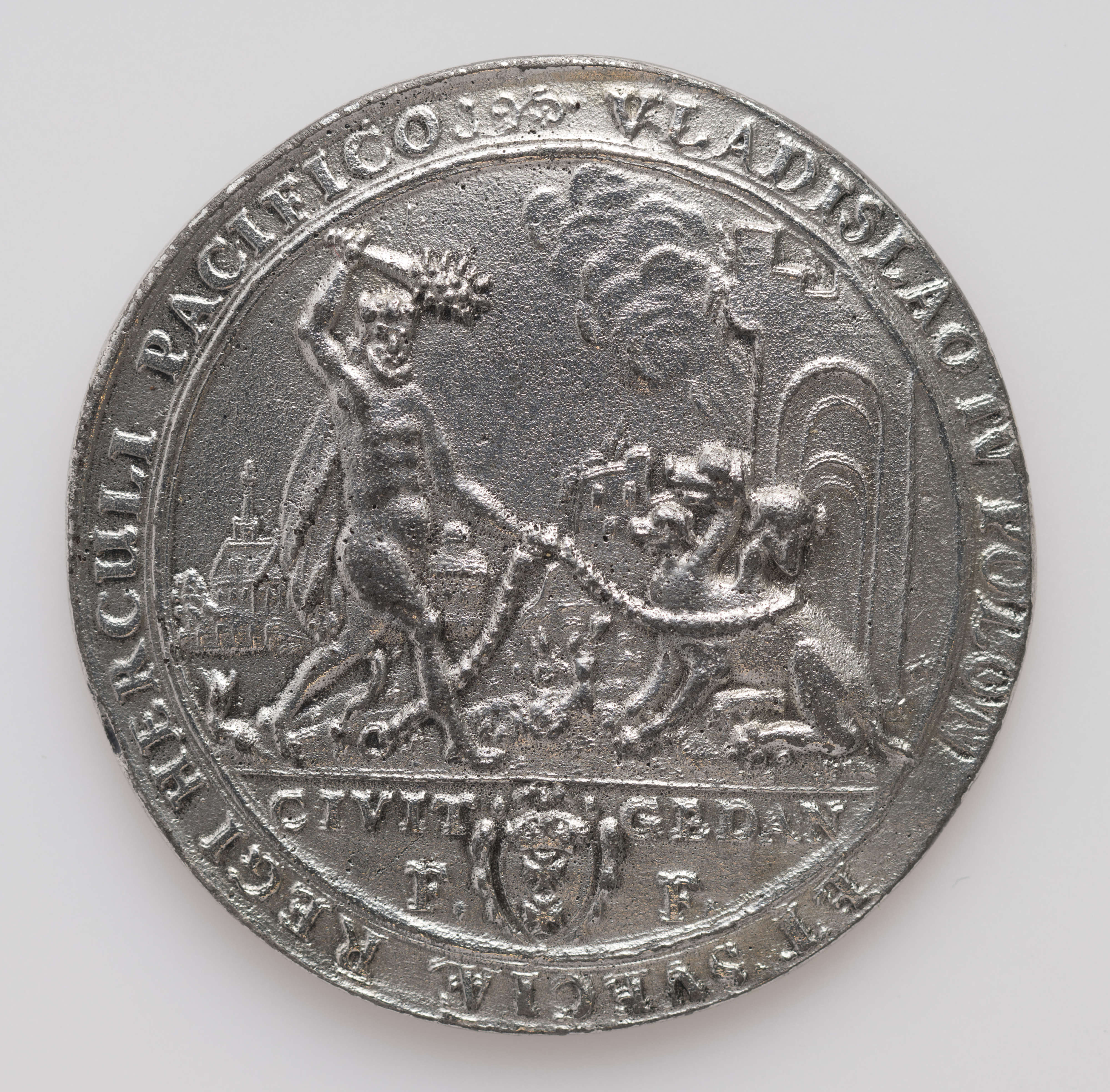
Ślub Władysława IV z Cecylią Renatą - medal (1637)
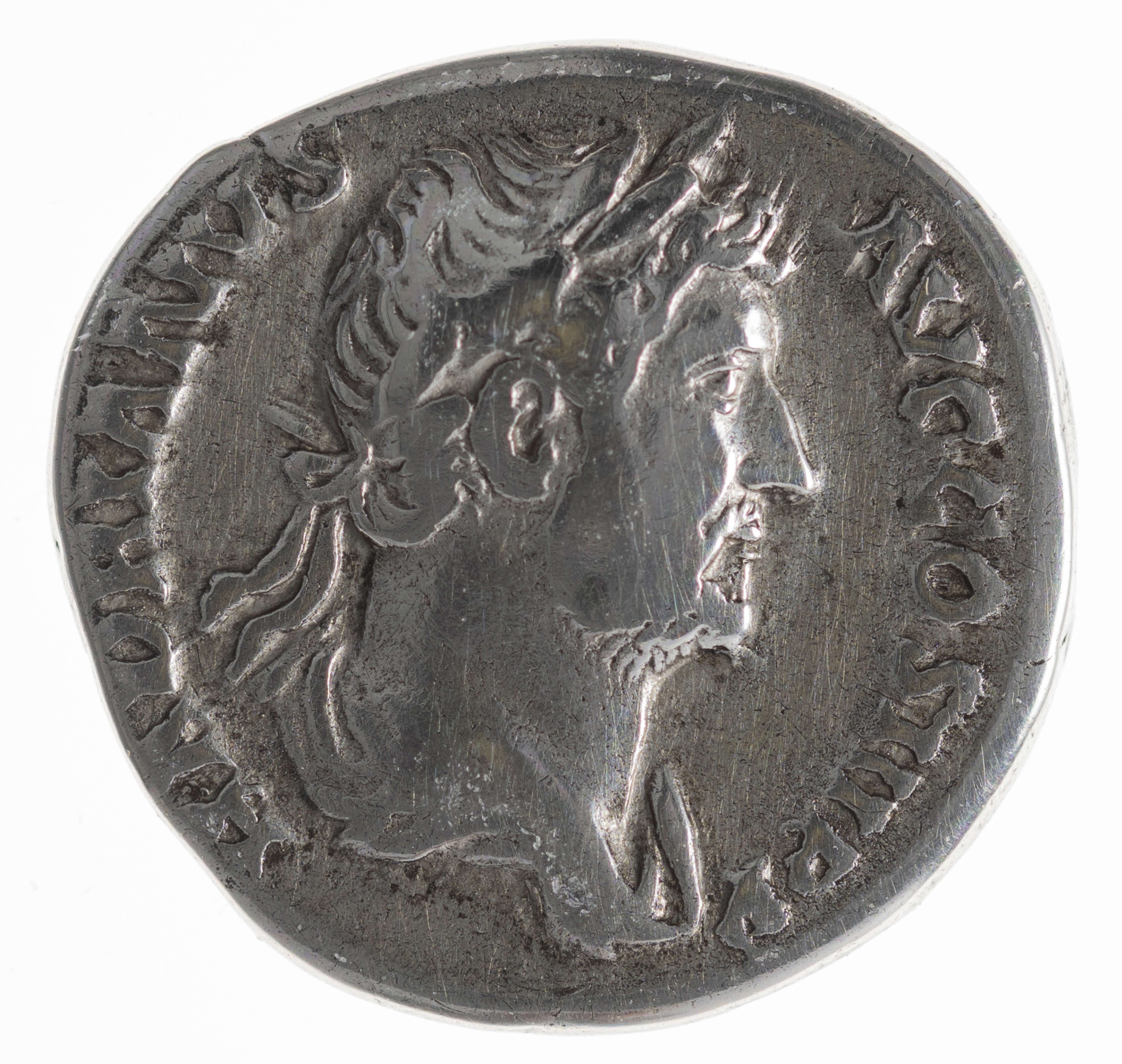
Denar rzymski Hadriana (134 – 138)

## Dzieła ze zbiorów malarstwa cerkiewnego

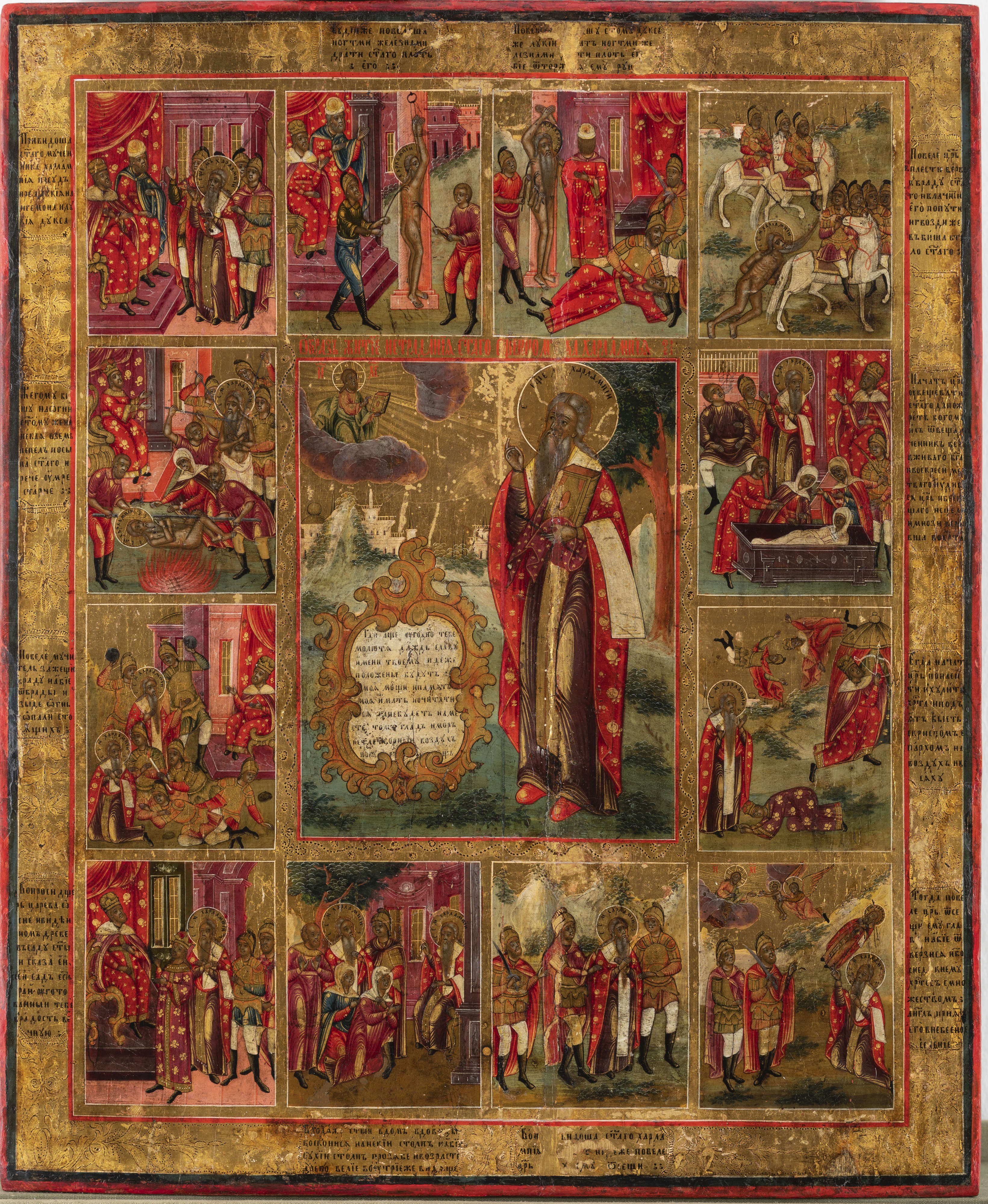
Szkoła wietkowska, Święty Charłampiusz (1775–1800)
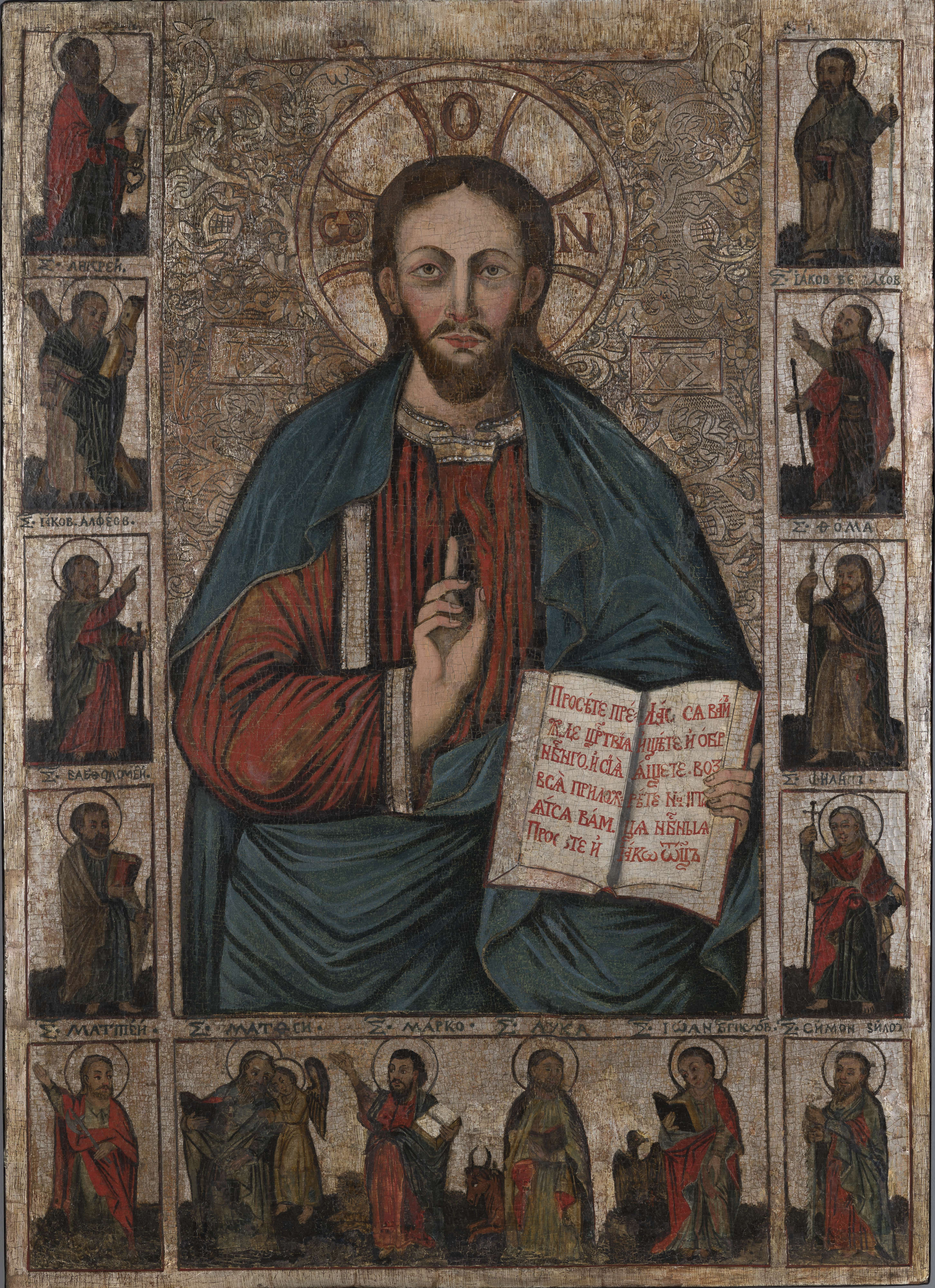
Chrystus Pantokrator (1700–1749)
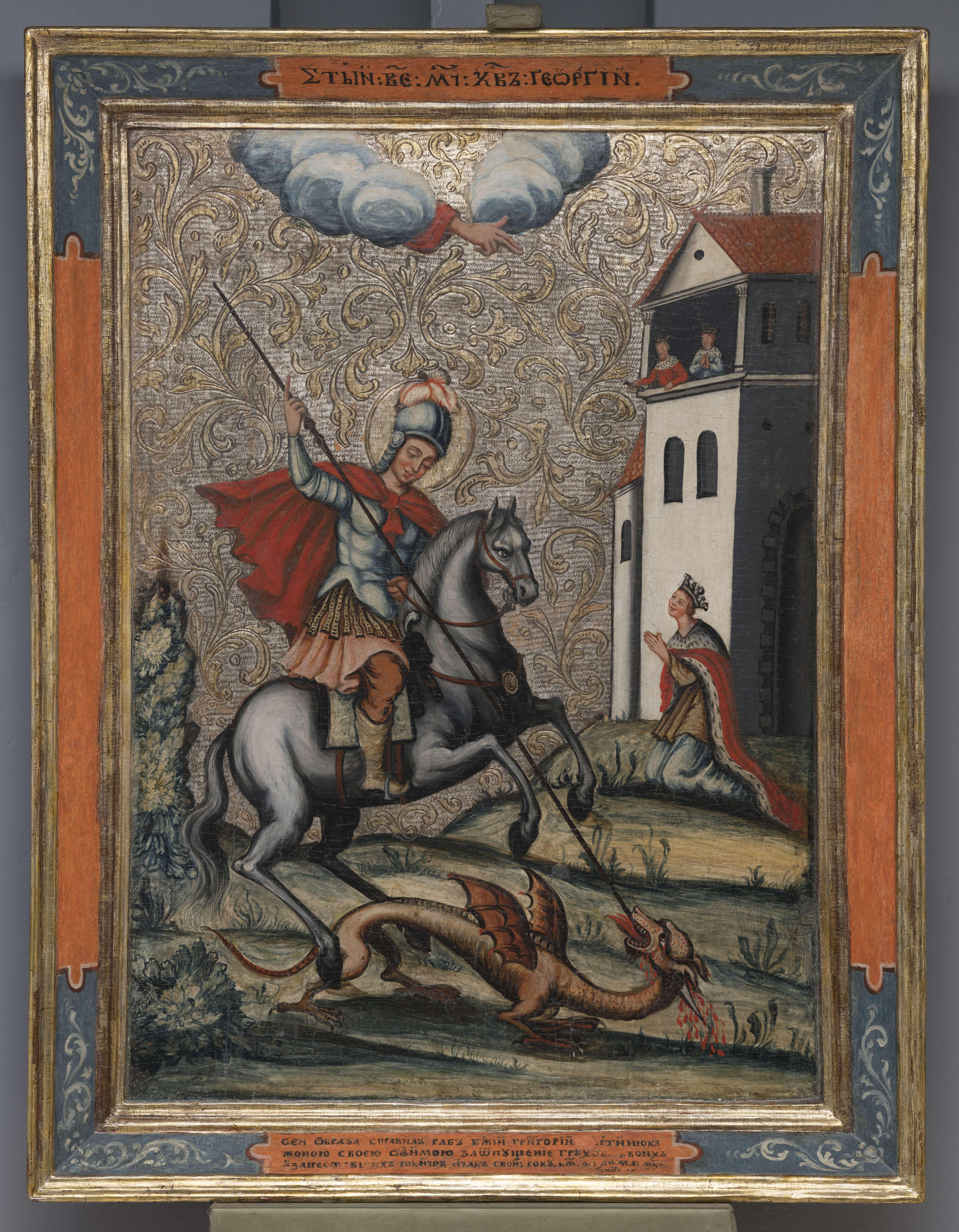
Święty Jerzy walczący ze smokiem (1741)
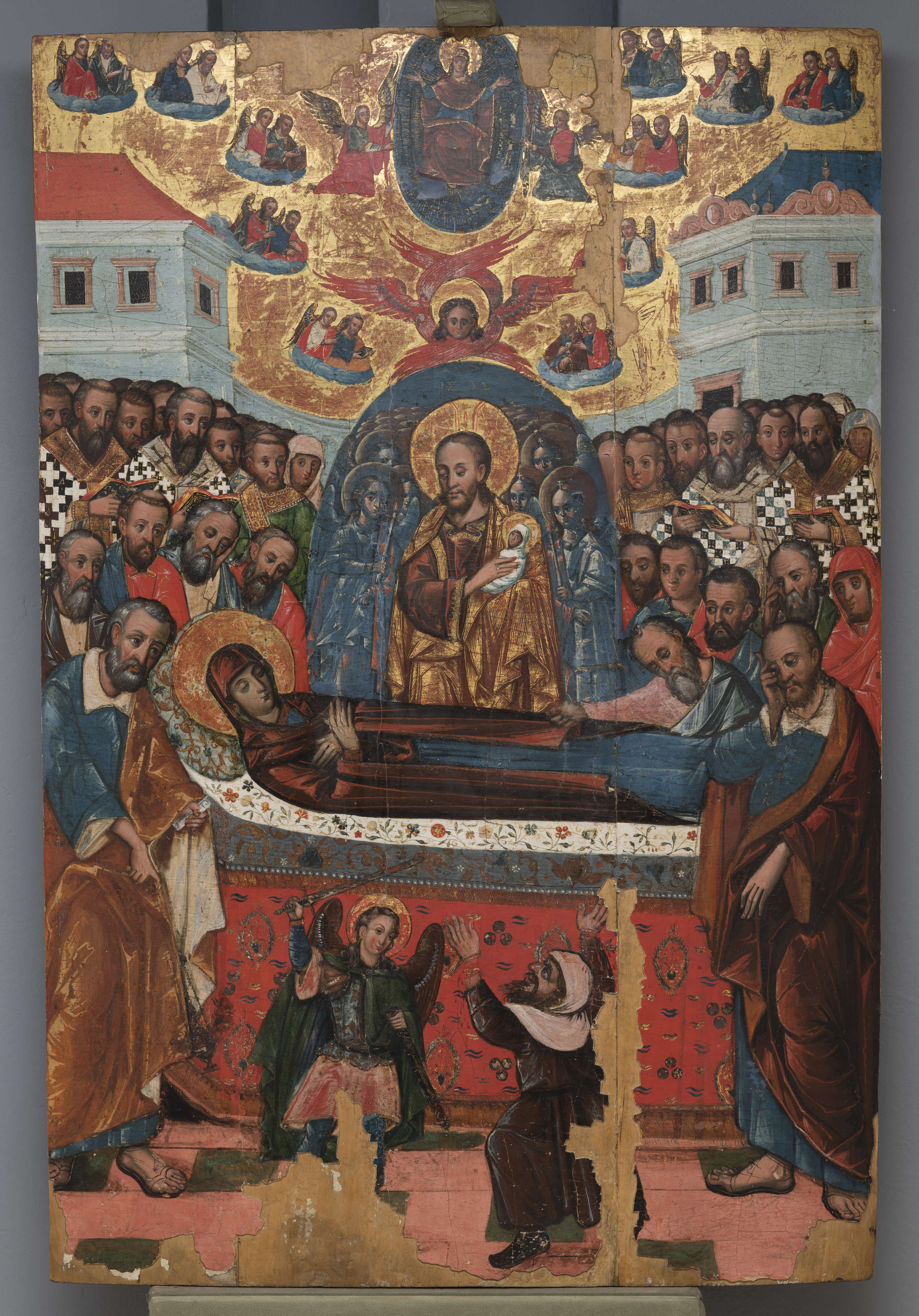
Zaśnięcie Maryi (XVII w.)

## Dyrektorzy
- Wiktor Ziółkowski[4] (1944–1948)
- Janusz Powidzki (1948–1950)
- mgr Irena Iskrzycka (1951–1968)
- mgr Zygmunt Ślusarski[5] (1968–1976)
- mgr Alfred Gauda (1977–1992)
- mgr Zygmunt Nasalski (1992–2014)
- dr Katarzyna Mieczkowska (od 2014)

## Oddziały

### Oddziały miejscowe
- Muzeum Historii Miasta Lublina
- Muzeum Martyrologii „Pod Zegarem”
- Muzeum Józefa Czechowicza
- Dworek Wincentego Pola

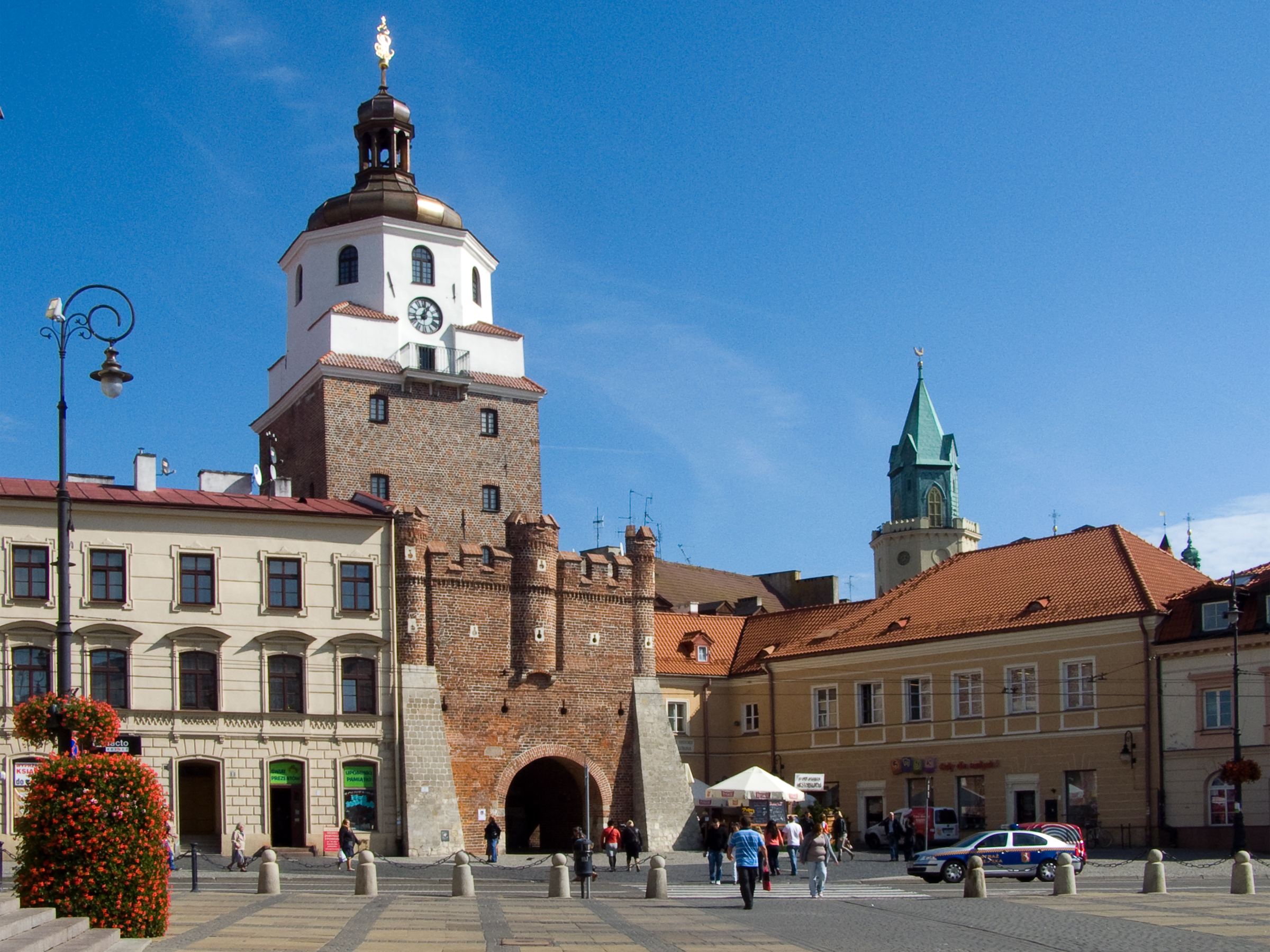
Muzeum Historii Miasta Lublina mieści się w Bramie Krakowskiej

- Muzeum Ziem Wschodnich Dawnej Rzeczypospolitej (w trakcie powstawania; otwarcie jest planowane na 2026 rok)[6][7].

### Oddziały zamiejscowe
- Muzeum Regionalne w Kraśniku
- Muzeum 24 Pułku Ułanów w Kraśniku

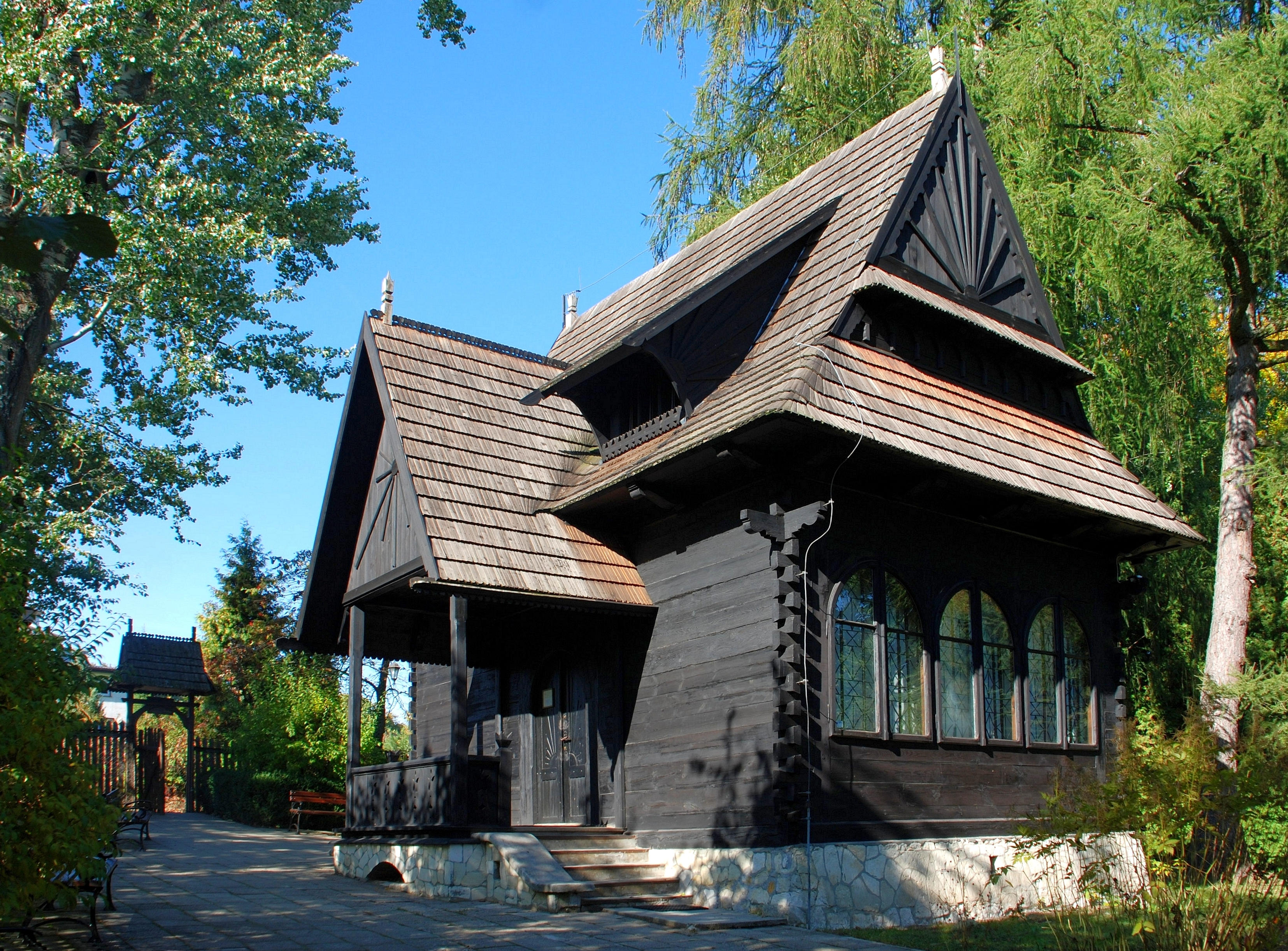
Budynek Muzeum Stefana Żeromskiego w Nałęczowie

- Muzeum Stefana Żeromskiego w Nałęczowie
- Muzeum Bolesława Prusa w Nałęczowie